# Rock
El rock es un amplio género de música popular originado a principios de la década de 1950 en Estados Unidos y que derivó en un gran rango de diferentes estilos a mediados de los años 1960 y posteriores, particularmente en ese país y Reino Unido. Tiene sus raíces en el rock and roll de los años 50, estilo surgido directamente de géneros como el blues, el rhythm and blues (pertenecientes a la música afroamericana) y el country. También se nutrió fuertemente del blues eléctrico y el folk, además de incorporar elementos del jazz y la música clásica, entre otras fuentes. Instrumentalmente, se centra en la guitarra eléctrica, en general como parte de un grupo integrado por batería, bajo, uno o más cantantes y, algunas veces, instrumentos de teclado como el órgano y el piano. Usualmente, se basa en canciones en compás de 4/4 y una estructura verso-estribillo. Sin embargo, el género se ha vuelto extremadamente diverso y las características comunes son difíciles de definir. Como en la música pop, las letras se refieren a menudo al amor romántico, pero tratan también un amplio rango de otros temas, con un enfoque frecuente en lo social, lo personal y lo político.
A mediados de la década de 1960, los músicos de rock comenzaron a adoptar el álbum como medio principal de difusión, expresión y consumo de música grabada. The Beatles fueron la cara principal del desarrollo comercial del género y sus producciones llevaron a la legitimación cultural del rock en el mainstream, lo que inició la época del álbum en la industria musical, que perduraría varias décadas. Ya a finales de la década de 1960, a la que se refiere como el periodo del «rock clásico», habían surgido numerosos subgéneros, entre ellos, híbridos como el blues rock, folk rock, country rock, rock sureño, raga rock y el jazz rock, muchos de los cuales contribuyeron al desarrollo del rock psicodélico, influenciado por la escena contracultural psicodélica y hippie. Entre los nuevos géneros que emergieron se incluyen el rock progresivo, que incorporó más elementos artísticos, el glam rock, que resaltó el espectáculo y el estilo visual, y el heavy metal, que se centró en el volumen, la intensidad y la velocidad. En la segunda mitad de los años 1970, el punk intensificó y reaccionó contra algunas de estas tendencias con una música cruda y energética y letras altamente políticas. Durante la década siguiente, fue una de las principales influencias en el desarrollo de otros subgéneros como el new wave, el post-punk y, finalmente, el rock alternativo.
A partir de la década de 1990, el rock alternativo se convirtió en el estilo dominante del género y se hizo conocido en las formas de grunge, Britpop e indie rock. Desde entonces, han aparecido otros subgéneros de fusión, entre ellos el pop punk, el rock electrónico, el rap rock y rap metal, así como varios intentos de revivir el rock histórico con el resurgimiento de géneros como el punk con el garage rock/post-punk durante los años 2000. La década de 2010 marcó un declive en el impacto y la relevancia cultural del rock, cuando géneros ajenos como el hiphop lo superaron en popularidad y dominaron gran parte del mainstream musical.
La música rock también se asoció con y sirvió de vehículo para movimientos culturales y sociales, lo que llevó a la creación de subculturas como los mods y los rockers en Reino Unido y la contracultura hippie en San Francisco (Estados Unidos) en la década de 1960. De forma similar, la cultura punk de la década de 1970 originó las subculturas visualmente distintivas emo y gótica. Heredera de la tradición folclórica de la canción de protesta, la música rock ha sido asociada con el activismo político, así como con los cambios en las actitudes sociales sobre el racismo, el sexo y el uso de drogas y es usualmente vista como una expresión de rebelión juvenil contra el consumismo y conformismo.

## Características
A good definition of rock, in fact, is that it's popular music that to a certain degree doesn't care if it's popular.
Una buena definición de rock, de hecho, es que es música popular a la que hasta cierto punto no le importa si es popular.
Bill Wyman para Vulture (2016)

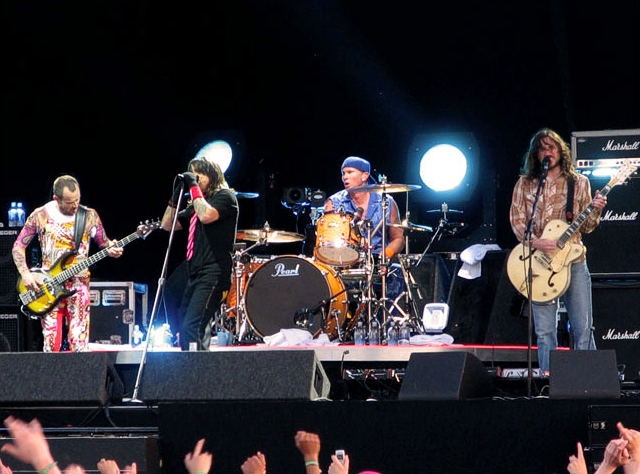
Red Hot Chili Peppers en 2006, con la alineación típica de cuarteto de rock (de izquierda a derecha: bajista, vocalista, batería y guitarrista).

Tradicionalmente, el sonido del rock se centra en la guitarra eléctrica amplificada, que surgió en su forma moderna durante la década de 1950 con la popularidad del rock and roll, y que se influenció enormemente de los guitarristas de blues eléctrico. La guitarra eléctrica en el rock se acompaña típicamente con un bajo eléctrico, que emplearon de forma pionera los músicos de jazz contemporáneos, y una batería, instrumento de percusión que combina tambores y platillos. A este trío a veces se le suman otros instrumentos, en especial teclados como el piano, el órgano Hammond y el sintetizador. Esta formación de cuarteto es lo más común dentro del género y deriva directamente de la instrumentación básica de los grupos de blues, aunque no es raro que una banda de rock esté compuesta por entre tres (un power trio) a cinco miembros.
La música en sí suele componerse a partir de ritmos sincopados simples en un compás de 4/4, con un golpe de caja a contratiempo en el segundo y cuarto pulso.

## Cronología y evolución

### Años 1950

#### Rock and roll

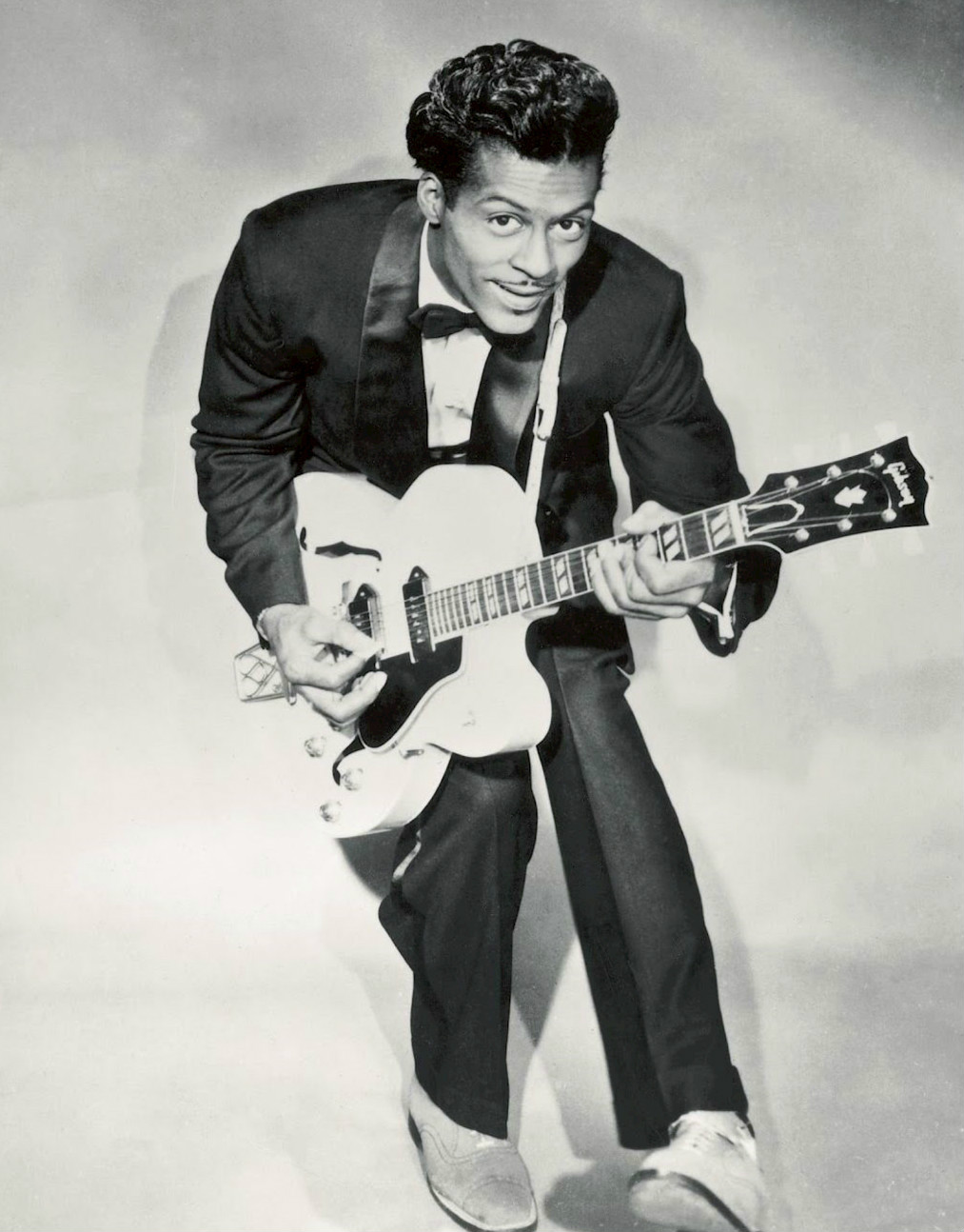
Chuck Berry en una imagen publicitaria de 1958

Los orígenes del rock se encuentran en el rock and roll, género nacido entre fines de la década de 1940 y principios de la de 1950 en Estados Unidos y que rápidamente alcanzó repercusión mundial. Este estilo proviene de la fusión de varios géneros de la música afroamericana de la época, como el rhythm and blues y el góspel, con otros estilos autóctonos como el country. En 1951 en Cleveland, el disc-jockey Alan Freed empezó a transmitir rhythm and blues (en ese entonces conocida como race music) para audiencias multirraciales y se lo acredita como el primero en emplear el término rock and roll para describir este tipo de música.

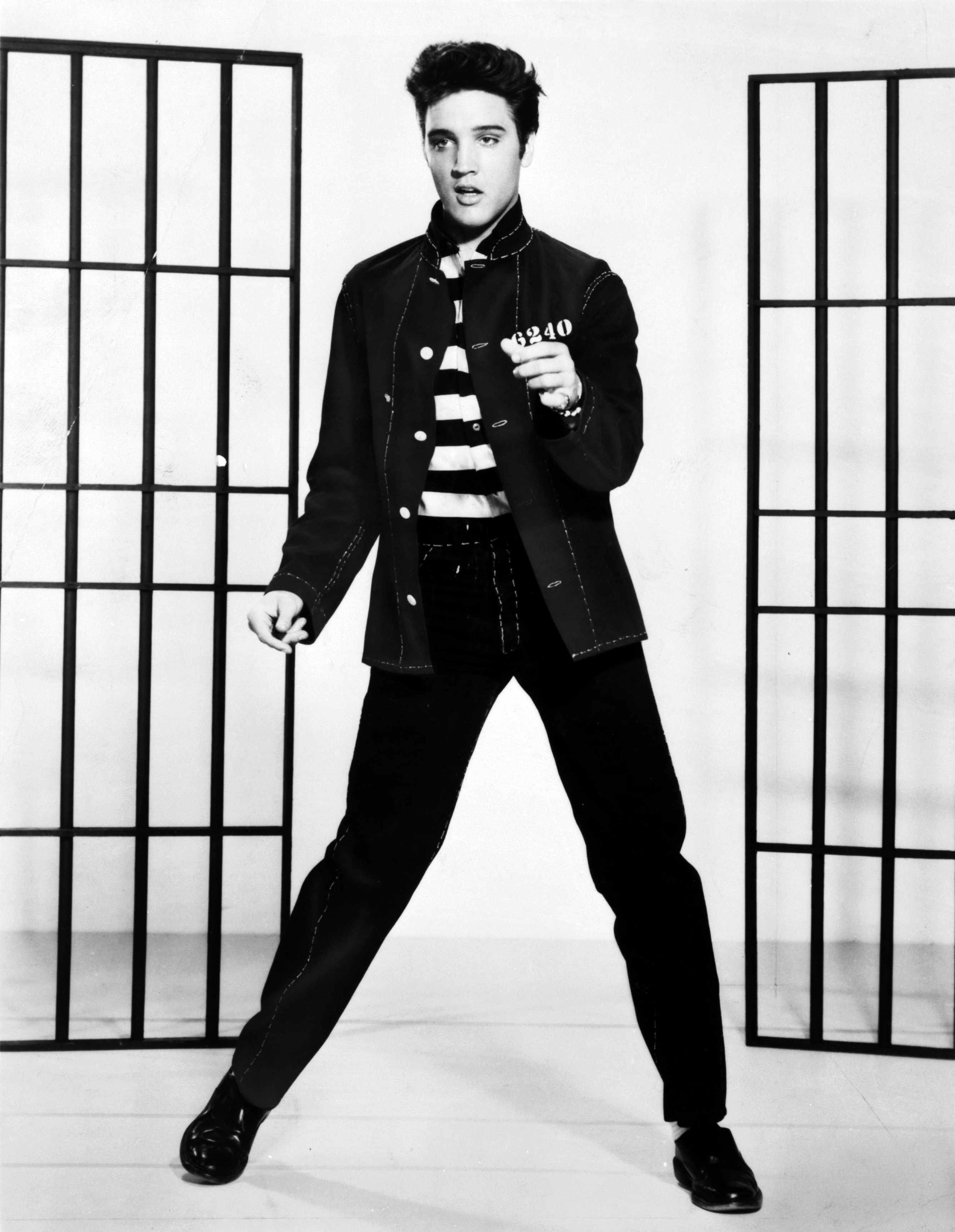
Elvis Presley promocionando El rock de la cárcel en 1957

No hay acuerdo sobre cuál de las muchas canciones denominadas la «primera grabación de rock and roll» merece realmente ese título. Se consideran, entre otras, «Good Rocking Tonight» (1948) de Wynonie Harris; «Rock Awhile» (1949) de Goree Carter; «Rock the Joint» (1949) de Jimmy Preston, versionada por Bill Haley & His Comets en 1952; y «Rocket 88» de Jackie Brenston y sus Delta Cats (quienes eran en realidad Ike Turner y su banda Kings of Rhythm), producida por Sam Phillips para Sun Records en 1951. También se ha propuesto el sencillo debut de Elvis Presley, «That's All Right» de 1954. Otros artistas del género con éxitos tempranos fueron Chuck Berry, Bo Diddley, Fats Domino, Little Richard, Jerry Lee Lewis y Gene Vincent.
En 1955, «Rock Around the Clock» de Bill Haley se convirtió en la primera canción de rock and roll en liderar los rankings de la revista Billboard. Pronto el género fue la principal fuente de ventas en el mercado estadounidense, lo que provocó que crooners como Eddie Fisher, Perry Como y Patti Page, que habían dominado la música popular la década anterior, se vieran considerablemente relegados en las listas de éxitos.
El rock and roll dio origen a numerosos subgéneros, incluido el rockabilly, en combinación con la música country «hillbilly», que fue grabado e interpretado por artistas blancos como Carl Perkins, Jerry Lee Lewis, Buddy Holly y, con enorme éxito comercial, Elvis Presley a mediados de los años 1950. Los movimientos hispanos y latinoamericanos en el rock and roll, que popularizaron el rock latino y chicano en Estados Unidos, empezaron a emerger en el Suroeste del país con músicos de rock and roll estándar como Ritchie Valens y otros con diferentes influencias culturales, como Al Hurricane y sus hermanos Tiny Morrie y Baby Gaby, que comenzaron a fusionar el rock and roll con el country-western en la música tradicional de Nuevo México. En otros estilos como el doo wop, originado en grupos vocales afroamericanos de las décadas de 1930 y 1940, se ponía especial énfasis en las armonías vocales y los coros (de los que el género obtendría su nombre), que usualmente se acompañaban con una instrumentación ligera. Grupos como The Crows, The Penguins, The El Dorados y The Turbans consiguieron grandes éxitos y otros como The Platters, con temas como «The Great Pretender» (1955), y The Coasters, con temas humorísticos como «Yakety Yak» (1958), fueron de los músicos más exitosos de rock and roll de la época.
En este periodo creció también la popularidad de la guitarra eléctrica y se desarrolló un estilo de tocar específico, cuyos exponentes fueron, entre otros, Chuck Berry, Link Wray y Scotty Moore. El uso de la distorsión, innovado por guitarristas de blues eléctrico como Guitar Slim, Willie Johnson y Pat Hare, y los power chords, innovados por los dos últimos a principios de los años 1950,, fueron popularizados, respectivamente, por Chuck Berry a mediados de la década, y Link Wray a finales.
En Reino Unido, el jazz tradicional y el folclore atrajeron a músicos de blues al país. En 1955, el éxito «Rock Island Line» de Lonnie Donegan influenció notablemente en el desarrollo de la moda skiffle, que dio origen a diversas bandas en todo el país, muchas de las que, como The Quarry Men de John Lennon, pasaron a tocar rock and roll.
De forma retrospectiva, hubo un declive en el género hacia finales de la década y principios de la siguiente: en 1959, la muerte de Buddy Holly, The Big Bopper y Ritchie Valens en un accidente aéreo, llamado «El día que murió la música», el enrolamiento de Elvis en el ejército estadounidense, el retiro de Little Richard para convertirse en predicador, las persecuciones legales a Jerry Lee Lewis y Chuck Berry y los escándalos de payola (con la implicación de figuras mayores, como Alan Freed, en corrupción y sobornos para la promoción de músicos y canciones) daban la sensación de que la era del rock and roll establecida hasta ese momento había llegado a su fin.

#### Poprockyrockinstrumental

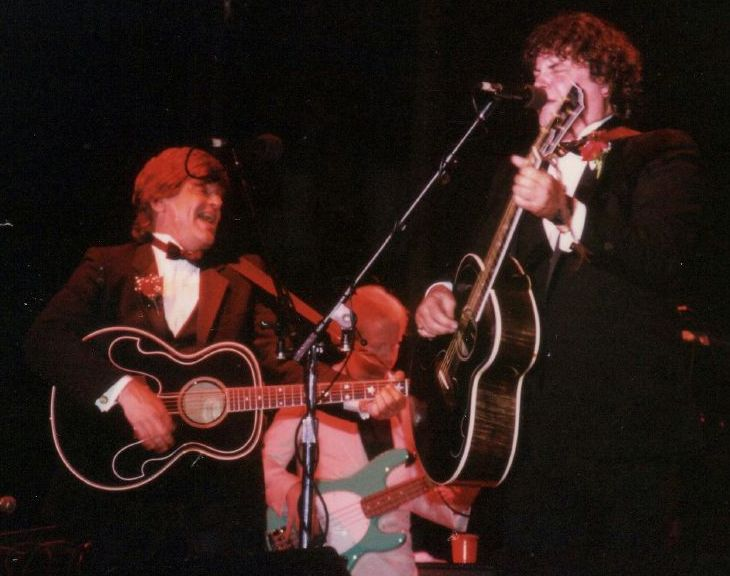
The Everly Brothers en 2006

El término «pop», usado desde principios del siglo XX para referirse a la música popular en general, empezó a emplearse hacia mediados de la década de 1950 para un género específico, a veces considerado una alternativa más suave al rock and roll y dirigida a un público más joven. Alrededor de 1967, empezó a usarse cada vez más como opuesto al término rock y visto como una forma de música más comercial, efímera y accesible. En contraste, el rock se fue enfocando en obras más extensas, especialmente álbumes, y se lo asociaba a menudo con alguna subcultura en particular (como la contracultura en la década de 1960), que ponía especial énfasis en los valores artísticos, la «autenticidad», las actuaciones en vivo y el virtuosismo instrumental o vocal, considerada un compendio de los desarrollos progresivos, en lugar de como reflejo de las tendencias existentes. Sin embargo, en gran parte el pop y rock han sido bastante similares en sonido, instrumentación y contenido lírico, por lo que términos como «pop-rock» y «power pop» se usaron para describir un tipo de música comercialmente exitosa que usa elementos, o la fórmula, del rock.
Pese que a finales de los años 1950 y principios de 1960 se originaron importantes innovaciones y tendencias sin las que no habría sido posible el desarrollo posterior del género, este periodo ha sido tradicionalmente visto como una era de receso para el rock and roll. Mientras que el rock and roll temprano, particularmente en la forma de rockabilly, fue un gran éxito comercial para músicos blancos, en estos años el género fue dominado por artistas femeninas y artistas negros. Al término de la década, el rock and roll influenció notablemente el twist, que tendría un enorme auge de popularidad a principios de los 1960, y Chubby Checker en particular fue el músico más exitoso.  El doo wop también resurgió durante este período y grupos como The Marcels, The Capris, Maurice Williams and the Zodiacs y Shep and the Limelites posicionaron éxitos en las listas.  Por otro lado, la creciente fama de girl groups como The Chantels, The Shirelles y The Crystals produjo un cambio de enfoque hacia una producción mucho más pulida y con especial énfasis en las armonías, lo que contrastaba notablemente con el rock and roll temprano. Algunos de los éxitos más significativos de estos grupos surgieron en el Brill Building, un edificio de oficinas de Nueva York donde trabajaban varios compositores, incluida la dupla de Gerry Goffin y Carole King, autores de «Will You Love Me Tomorrow» en 1960, primera canción de The Shirelles —y de un grupo de mujeres afroamericanas— en alcanzar el número 1 de las listas estadounidenses.

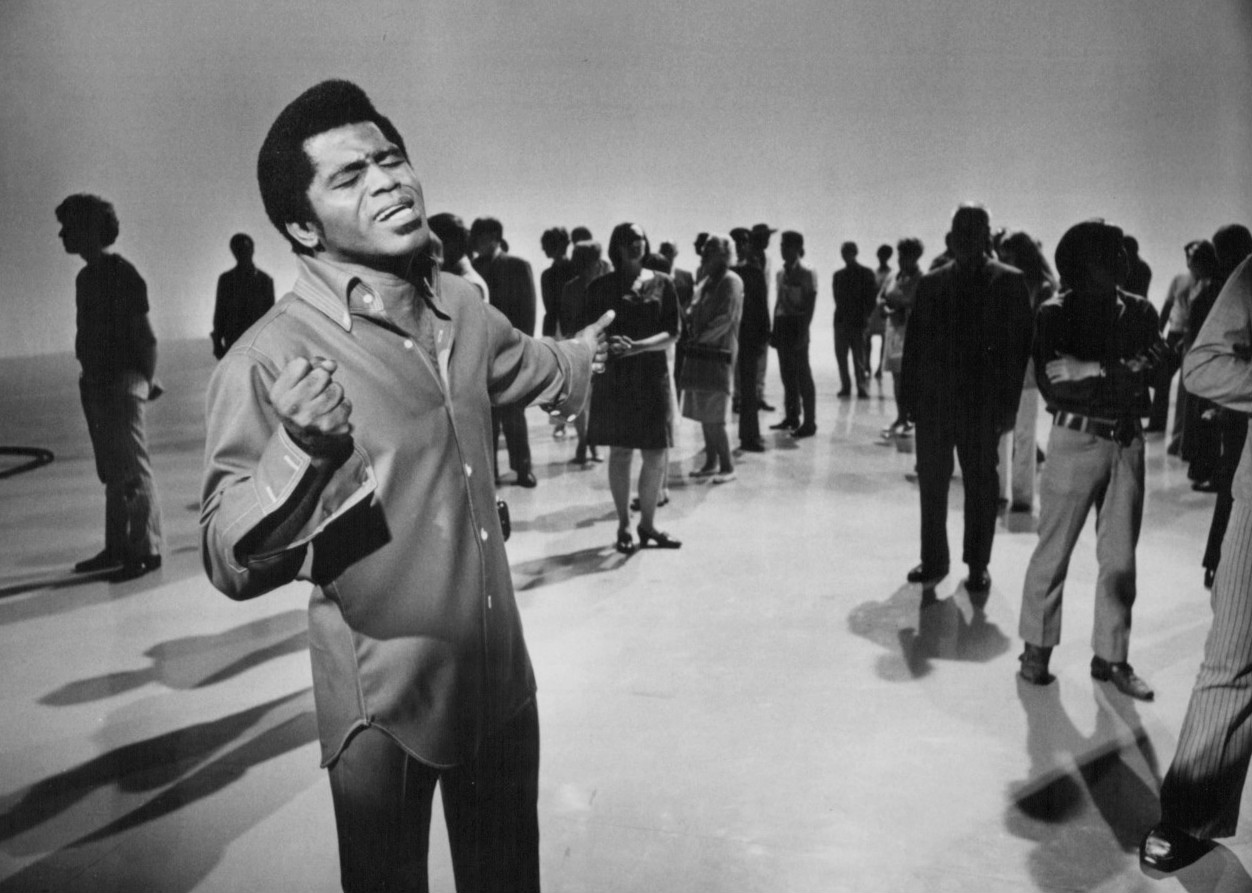
James Brown presentándose en 1969

En 1958, Cliff Richard tuvo el primer gran éxito del rock and roll británico con «Move It», que marcó el comienzo del rock en Reino Unido. A principios de 1960, su banda de apoyo The Shadows se estableció como el grupo con más ventas que grababa instrumentales. Mientras el rock and roll iba desvaneciéndose en el pop ligero y baladas, las bandas británicas que tocaban rock en clubes y pubs, notablemente influenciadas por pioneros del blues rock como Alexis Korner, empezaron a mostrar una intensidad raramente presente en los músicos blancos estadounidenses.
La música soul también tuvo un significativo auge como una fuerza comercial mayor. Desarrollada fuera del rhythm and blues con un renutrimiento del gospel y el pop, e influenciada por pioneros de mediados de la década de 1950 como Ray Charles y Sam Cooke, hacia principios de los 1960, figuras afroamericanas como Marvin Gaye, James Brown, Aretha Franklin, Curtis Mayfield y Stevie Wonder lideraban las listas de R&B e irrumpieron en las principales de pop (lo que ayudó a acelerar su desegregación) a la vez que sus sellos discográficos Motown y Stax/Volt se convertían en empresas dominantes en la industria musical. Todos estos elementos, incluidas las armonías cerradas del doo wop y los girl groups, la delicada composición de las canciones del Brill Building Sound y los pulidos valores de producción del soul, influenciaron considerablemente el sonido del Merseybeat, en especial el trabajo temprano de The Beatles y, a través de ellos, el de la música rock en general. Otras innovaciones y desarrollos técnicos importantes construidos alrededor del rock and roll durante este período incluyen el tratamiento electrónico del sonido de productores como Joe Meek y los elaborados métodos de producción de la Wall of Sound perseguidos por Phil Spector. 

### Años 1960

#### Música surf

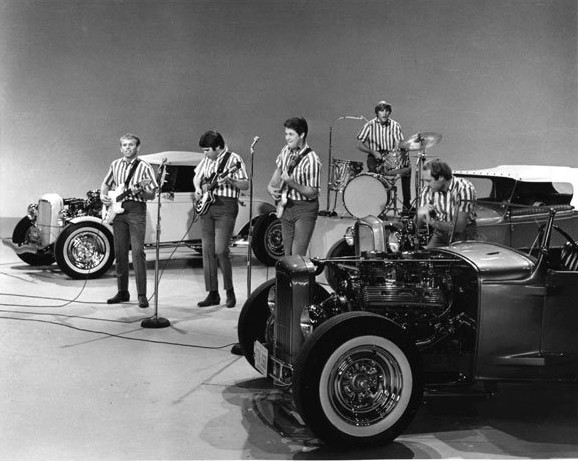
The Beach Boys tocando en 1964

El rock and roll instrumental de músicos como Duane Eddy, Link Wray y The Ventures fue desarrollado por Dick Dale, quien le añadió una distintiva reverb «mojada», una veloz técnica de alternate picking e influencias de la música medioriental y mexicana. En 1961 Dale publicó, con un enorme éxito regional, «Let's Go Trippin'», que dio origen a un auge de la música surf que siguió con temas como «Misirlou» en 1962. Al igual que Dale y sus Del-Tones, la mayoría de bandas de surf temprano se formaron en el Sur de California, como The Bel-Airs, The Challengers y Eddie & the Showmen. Otras instrumentales exitosas durante los inicios del género serían «Pipeline» (1962) de The Chantays, y «Wipe Out» (1963) de The Surfaris, que llegarían, respectivamente, al puesto 4 y 2 en la Billboard Hot 100.
El surf, sin embargo, logró su mayor éxito como música vocal, concretamente con The Beach Boys, formados en 1961 en el Sur de California. Sus primeros álbumes incluían tanto instrumentales surf rock (entre ellos, versiones de la música de Dick Dale) como canciones y se caracterizaban por presentar armonías cerradas de pop de grupos como The Four Freshmen y elementos de rock and roll y doo wop. El sencillo debut de The Beach Boys, «Surfin'» de 1962, fue un éxito comercial que entró en el top 100 de las listas de Billboard, ayudando así a hacer de la música surf un fenómeno nacional. Debido a que la mayoría de música surf se grabó y publicó entre 1961 y 1965, se considera que la carrera de casi todos los grupos y músicos del género terminó con la llegada de la Invasión británica en 1964.

#### Invasión británica

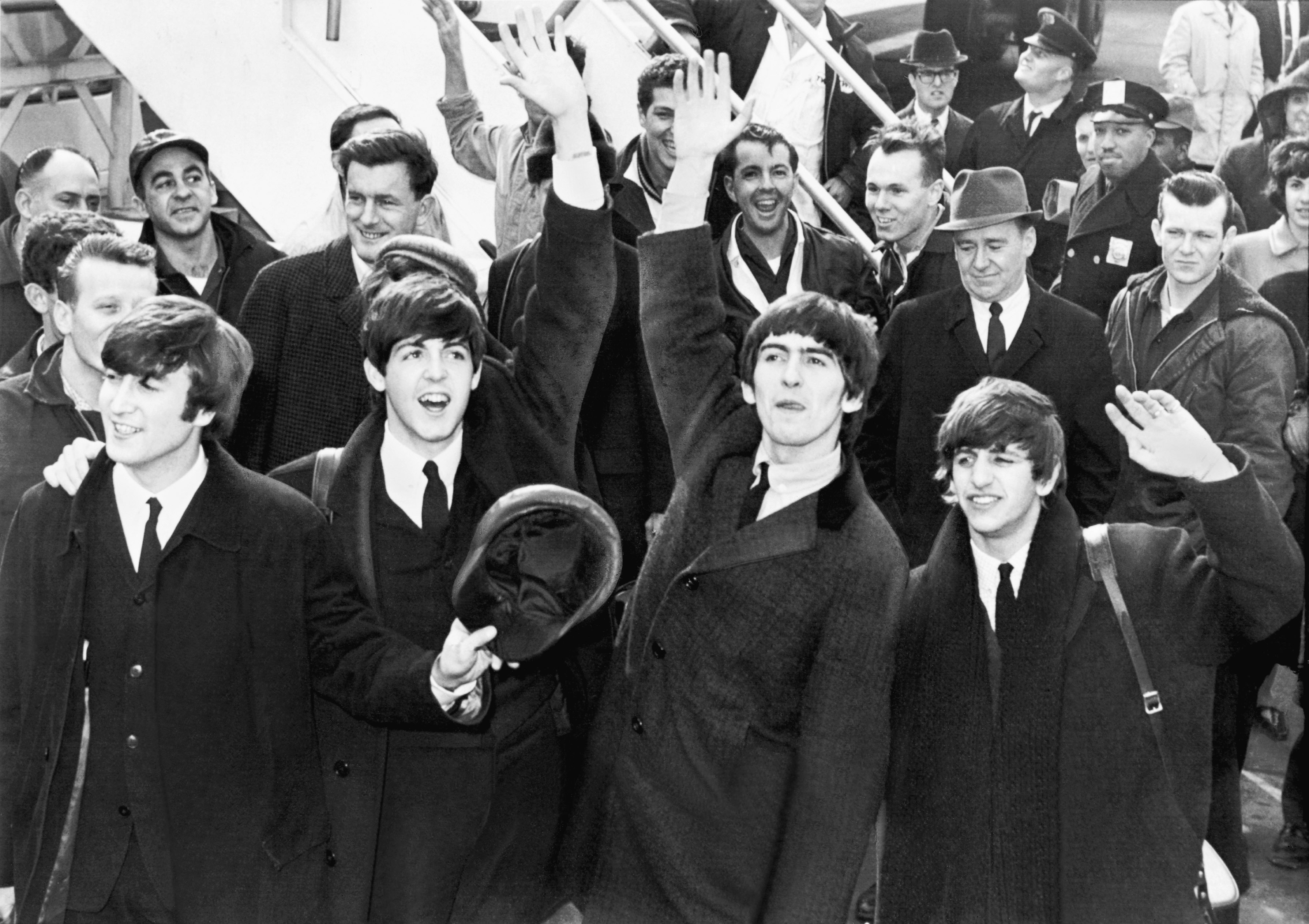
The Beatles llegan a Nueva York al inicio de la Invasión británica, en enero de 1964.

Hacia fines de 1962, lo que se convertiría en la escena del rock británico comenzó con bandas de beat como The Beatles, Gerry and the Pacemakers y The Searchers de Liverpool, y Freddie and the Dreamers, Herman's Hermits y The Hollies de Mánchester. Estas se nutrieron de una amplia gama de influencias estadounidenses como el rock and roll de la década pasada, el soul, el rhythm and blues y la música surf, y al principio interpretaban estándares bailables de música estadounidense. Otros grupos como The Animals de Newcastle, Them de Belfast, y en particular aquellos de Londres como The Rolling Stones y The Yardbirds estaban más directamente influenciados por el rhythm and blues y blues tardío. Pronto estos grupos empezaron a componer su propio material, en el que combinaban diferentes formas de música estadounidense a las que inyectaban energéticos ritmos. Las bandas de beat tendían a producir «animadas e irresistibles melodías», mientras que las del blues británico temprano hacían canciones más agresivas, menos sexualmente inocentes y, a veces, con una postura antisistema. Hubo, sin embargo, una inclinación a mezclar estas dos tendencias, en especial en sus etapas iniciales. Hacia 1963, las bandas de beat, lideradas por The Beatles, empezaron a tener enorme éxito nacional, seguidas poco atrás en las listas por grupos más influenciados por el rhythm and blues.
En febrero de 1964, «I Want to Hold Your Hand» de The Beatles se convirtió en la primera canción de este conjunto de bandas en alcanzar el puesto número uno de la Billboard Hot 100, en la que permaneció un total de quince semanas, siete de ellas en la cima. El 9 de febrero, la primera presentación del grupo en The Ed Sullivan Show tuvo una audiencia de 73 millones de personas, por lo que fue el episodio más visto de un programa de entretenimiento en ese entonces y marcó un hito en la cultura popular estadounidense. Dos meses más tarde, durante la semana del 4 de abril de 1964, doce singles de The Beatles se ubicaban en el Billboard Hot 100, cinco en los primeros puestos. The Beatles se convirtieron en el grupo con mayores ventas de la historia y, tras ellos, varias otras bandas británicas ingresaron en las listas estadounidenses. Durante los dos años siguientes, artistas británicos como The Kinks, The Dave Clark Five, Peter and Gordon, The Animals, Manfred Mann, Petula Clark, Freddie and the Dreamers, Wayne Fontana and the Mindbenders, Herman's Hermits, The Rolling Stones, The Troggs y Donovan dominaron las listas de su país y las estadounidenses, todos con uno o más temas en el primer puesto.

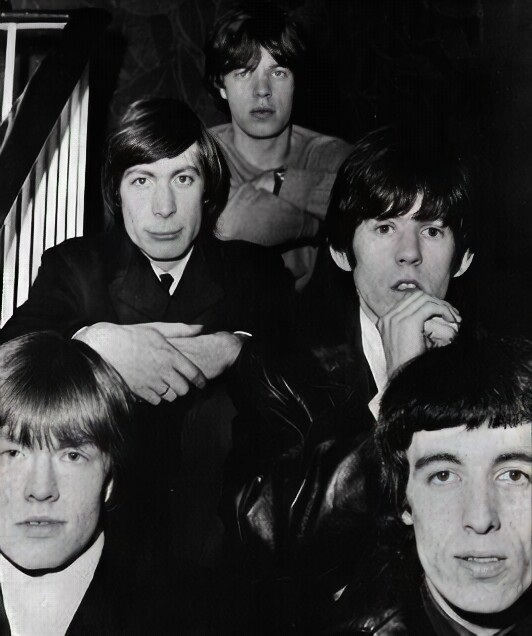
The Rolling Stones en una imagen publicitaria de 1965

Esta «invasión británica» ayudó a internacionalizar el sonido del rock and roll, lo que promovió que otros músicos británicos e irlandeses tuvieran enorme éxito comercial. En Estados Unidos, esto conllevó el fin de la música surf instrumental, los grupos vocales femeninos y, por un tiempo, los ídolos adolescentes, que habían dominado las listas de éxitos de ese país entre fines de los años 1950 e inicios de 1960. Por otra parte, la carrera de intérpretes importantes de R&B como Fats Domino y Chubby Checker se estancó, así como el éxito en las listas musicales de los artistas restantes del rock and roll original, incluido Elvis, se vio temporalmente acabado. La invasión británica también desempeñó un papel importante en el ascenso del rock como un estilo musical distintivo y en la primacía de las bandas en el género, al establecer la formación típica de guitarras y batería y la creación de su propio material a modo cantautor. Siguiendo el ejemplo establecido por The Beatles con Rubber Soul en 1965, varios grupos británicos editaron álbumes de rock como «declaración artística» en 1966, entre ellos, Aftermath de The Rolling Stones, Revolver de los propios Beatles y A Quick One, de The Who. También siguieron esta tendencia algunos músicos estadounidenses, como The Beach Boys con Pet Sounds y Bob Dylan con Blonde on Blonde.

#### Garage rock
El garage rock, un estilo desprolijo de rock, llamado así por la percepción de que los músicos ensayaban en garajes de familias suburbanas, fue particularmente prominente en Estados Unidos a mediados de la década de 1960. Las canciones del género a menudo trataban sobre problemas de la vida adolescente, como «chicas mentirosas» y circunstancias sociales injustas. Sus letras y modo de cantar eran más agresivos de lo común, con gruñidos o gritos que se disolvían en alaridos incoherentes. La música iba de bandas de un solo acorde (como The Seeds) a músicos de calidad cercana a los de estudio (como The Knickerbockers, The Remains y The Fifth Estate). También existían variaciones regionales en muchas partes del país, entre las que se destacan especialmente las escenas de California y Texas.  Aunque de acuerdo al autor Neil Campbell, los estados del Noroeste del Pacífico, Washington y Oregón, tenían el sonido local más definido.

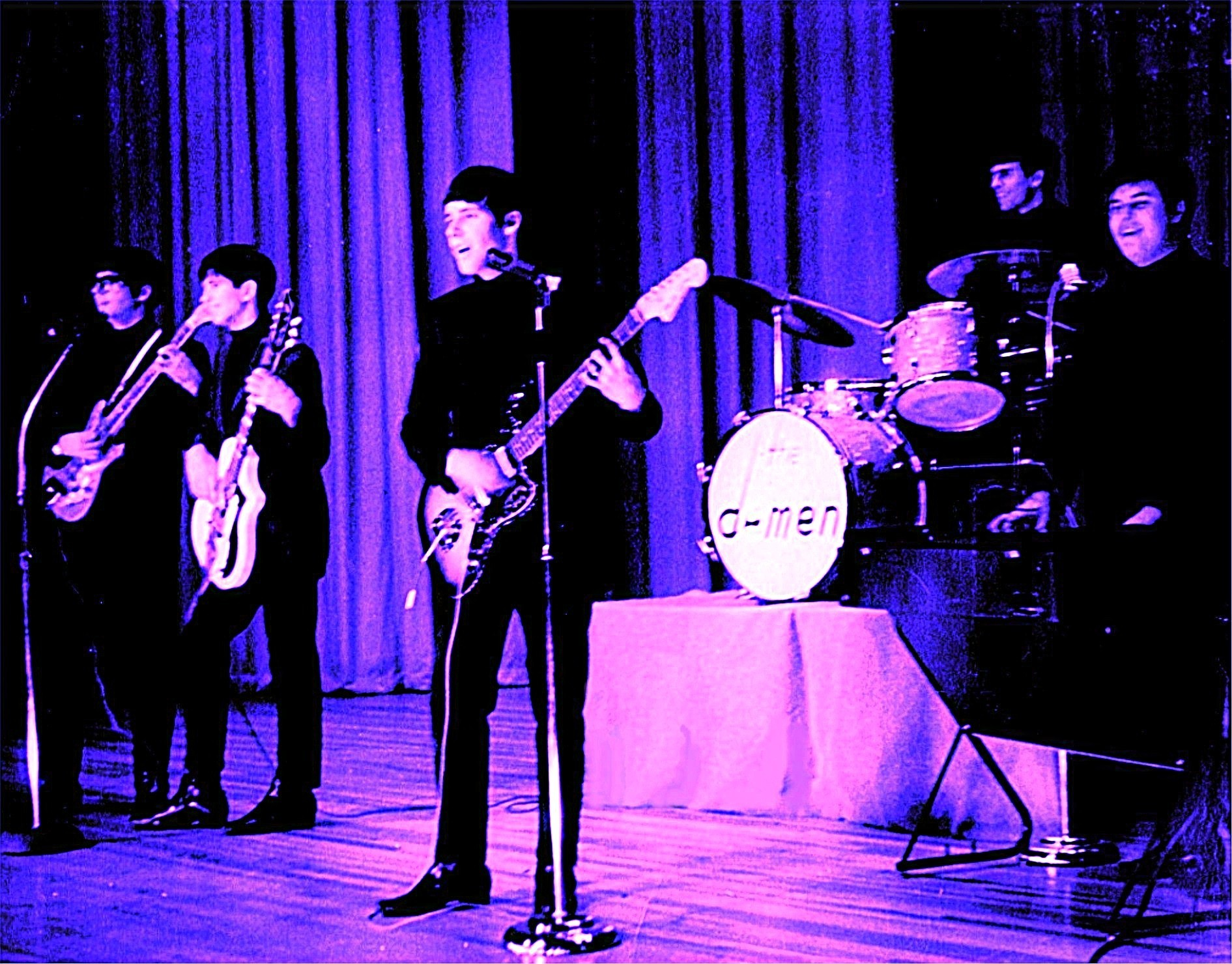
The D-Men (luego The Fifth Estate) en 1964

El género llevaba gestándose de las escenas locales desde al menos 1958. Ejemplos conocidos del estilo en sus primeras etapas son «Tall Cool One» (1959) de The Waillers y «Louie Louie» de The Kingsmen (1963). Hacia 1963, varios sencillos de garage rock escalaban en las listas estadounidenses con bandas como Paul Revere & The Raiders (Boise), The Trashmen (Mineápolis) y The Rivieras (South Bend, Indiana). Otros grupos influyentes, como The Sonics (Tacoma, Washington), nunca alcanzaron la Billboard Hot 100.además de incentivar
La Invasión británica influyó enormemente en los músicos de garage rock, que ganaron así en popularidad nacional, lo que llevó a que muchos grupos (con frecuencia de surf) adoptaran su estilo, además de incentivar a que se formaran más bandas.  Hubo cientos de éxitos regionales de bandas de Estados Unidos y Canadá durante este periodo.  Sin embargo, y pese a que muchas de ellas firmaron con sellos discográficos importantes, la mayoría fueron un fracaso comercial. Está generalmente aceptado que el garage rock llegó a su punto más alto, tanto comercial como artísticamente, alrededor de 1966.  Hacia 1968, el subgénero había desaparecido de las listas nacionales y a nivel local, ya que los músicos amateurs debían ir a la universidad, trabajar o cumplir con el reclutamiento obligatorio, y nuevos estilos lo reemplazaron rápidamente,  aunque en Detroit su legado permaneció vivo hasta principios de la década siguiente, con bandas como MC5 y The Stooges, que empleaban un estilo muchísimo más agresivo que sus predecesores. Estos grupos fueron catalogados como punk rock y son ahora vistos como protopunk o proto-hard rock.

#### Blues rock
Pese a que el impacto inicial de la Invasión británica en la música popular estadounidense fue a través del beat y R&B, este impulso prontamente lo acaparó una segunda ola de grupos que se inspiraban de manera más directa en el blues estadounidense, como The Rolling Stones y The Yardbirds. El estilo de los músicos británicos de blues de finales de los años 1950 e inicios de 1960 se inspiró fundamentalmente en el de intérpretes acústicos como Leadbelly y Robert Johnson. Progresivamente, empezaron a utilizar un sonido amplificado más fuerte, a menudo centrado en la guitarra eléctrica y con base en el Chicago blues, especialmente tras la gira por Gran Bretaña de Muddy Waters en 1958, que impulsó a Alexis Korner y Cyril Davies a crear el grupo Blues Incorporated,  que combinó los estándares y estructuras del blues con la instrumentación y énfasis del rock, lo que involucró e inspiró a muchas figuras del subsecuente boom del blues británico, entre ellos miembros de The Rolling Stones y Cream.

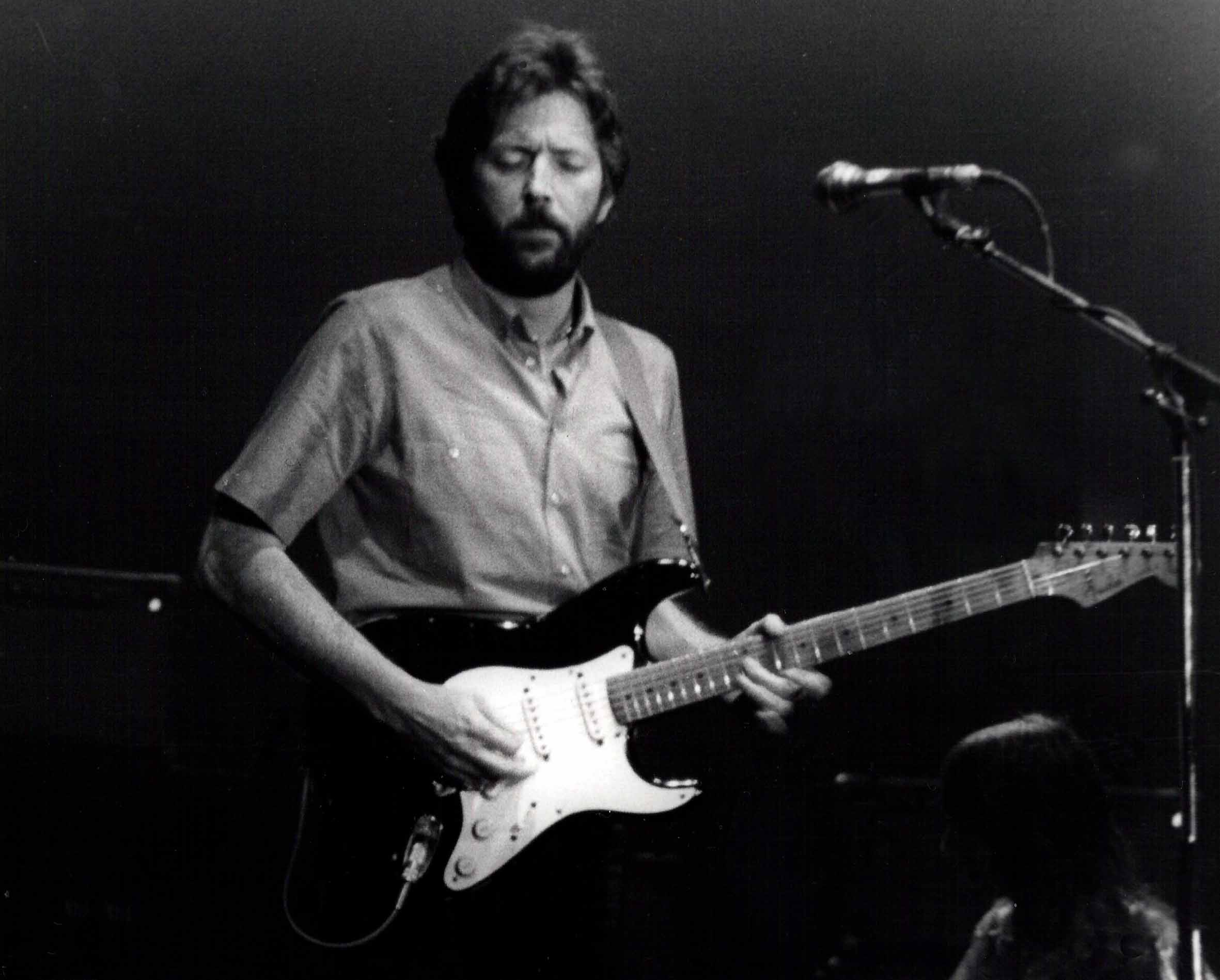
Eric Clapton en 1974

Otra figura clave del blues británico fue John Mayall y su banda The Bluesbreakers, que incluyó a los guitarristas Eric Clapton, que ya había dejado The Yardbirds, y Peter Green. Su álbum Blues Breakers, de 1966, se considera particularmente uno de los discos esenciales del blues, y su sonido fue imitado por gran parte de artistas británicos y estadounidenses. Posteriormente, Clapton ayudó a llevar el blues rock al mainstream con su carrera solista y los supergrupos Cream, Blind Faith y Derek and the Dominos.  Del mismo modo, Green alcanzó considerable éxito comercial con la banda Fleetwood Mac, que formó junto a Mick Fleetwood y John McVie de The Bluesbreakers.  A finales de la década de 1960, Jeff Beck, también exguitarrista de The Yardbirds, empezó a redireccionar el blues rock a un tipo de rock más pesado con su banda The Jeff Beck Group.  Durante la misma época, el último guitarrista de The Yardbirds, Jimmy Page, también empezó a innovar este tipo de blues rock más pesado con Led Zeppelin. 
El guitarrista Lonnie Mack dio comienzo al blues rock en Estados Unidos a inicios de los años 1960, pero el género no despegó sino hasta mediados de la década, cuando los músicos estadounidenses empezaron a desarrollar un sonido similar al de sus pares británicos. El armonicista Paul Butterfield y su banda tuvieron un papel similar al de John Mayall en Reino Unido como punto de inicio para varios artistas. Otras figuras destacadas del blues rock estadounidense fueron Canned Heat, Jefferson Airplane, Janis Joplin, Johnny Winter, The J. Geils Band y Jimi Hendrix. En los estados del sur, grupos como The Allman Brothers Band, Lynyrd Skynyrd y ZZ Top incorporaron elementos del country al blues rock para crear lo que se conoce como rock sureño.
Las primeras bandas de blues rock, como Cream y Canned Heat, imitaban las extensas improvisaciones instrumentales del jazz, aunque, a partir de los años 70, el blues rock se volvió más pesado, con el uso de riffs como elemento central y una producción más roquera, por lo que sus diferencias con el hard rock «eran apenas visibles». El género lo continuaron exponentes como George Thorogood y Pat Travers, pero, especialmente en Reino Unido, las bandas se concentraron en la innovación del heavy metal y el blues rock decayó en popularidad general.

#### Folkrock

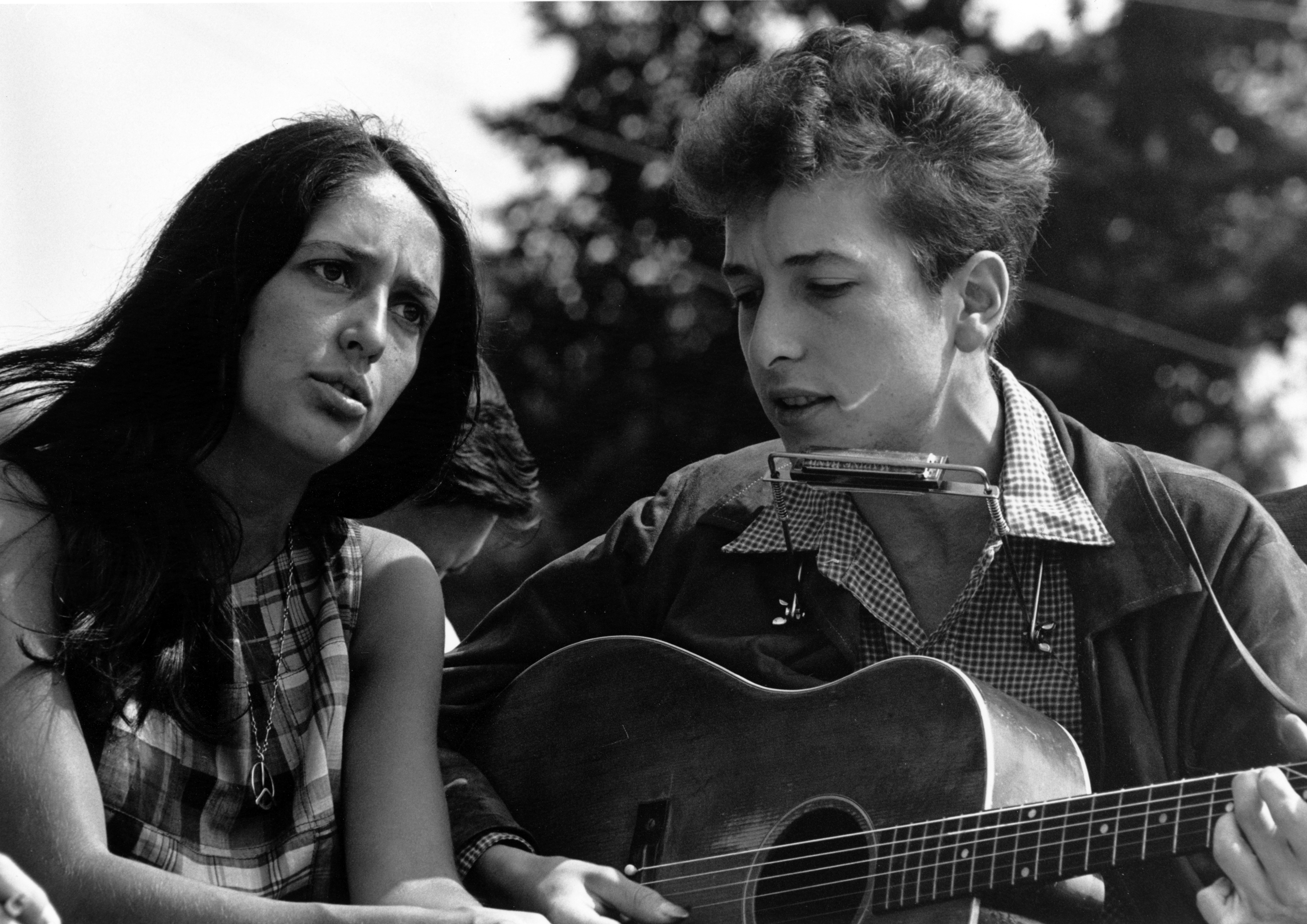
Joan Báez y Bob Dylan en 1963

Hacia 1960, la escena que se había desarrollado a partir del resurgimiento del folk americano se convirtió en un movimiento importante, en el que se tocaba música tradicional y composiciones nuevas en estilo tradicional, usualmente con instrumentos acústicos. En Estados Unidos, el género fue innovado por músicos como Woody Guthrie y Pete Seeger, y se asoció comúnmente con el movimiento obrero y progresista. A principios de la década, Joan Báez y Bob Dylan encabezaban el folk como cantautores. Alrededor de 1963, Dylan empezó a alcanzar popularidad mainstream con éxitos como «Blowin' in the Wind» y «Masters of War», que acercaron la «canción de protesta» a un público más amplio. Sin embargo, y pese a que empezaban a influenciarse mutuamente, el rock y el folk se mantendrían extensamente como géneros separados, a menudo con audiencias mutuamente excluyentes.
Entre los ejemplos tempranos de combinación de elementos del rock y folk se incluye la versión de «The House of the Rising Sun» (1964) de The Animals, considerada la primera canción de folk grabada con instrumentación de rock and roll en ser un éxito comercial, y «I'm a Loser» (1964) de The Beatles, primer tema del grupo directamente influenciado por Dylan. Sin embargo, el auge del folk rock suele atribuirse a la grabación de The Byrds de «Mr. Tambourine Man» de Dylan, que lideró las listas de éxitos en 1965.  The Byrds, cuyos miembros habían sido parte de la escena folk de Los Ángeles, adoptaron una instrumentación de rock que incluía batería y guitarras Rickenbacker de doce cuerdas, que luego fueron un elemento esencial en el sonido del género.  Ese mismo año, muy para el disgusto de muchos puristas del folk, Dylan también comenzó a usar instrumentos eléctricos y su sencillo «Like a Rolling Stone» se convirtió en un éxito en Estados Unidos.  Según el crítico y periodista Richie Unterberger, Dylan (incluso antes de adoptar instrumentos eléctricos) influenció a músicos de rock como The Beatles y demostró «a la generación roquera en general que un álbum podía ser una importante declaración independiente sin sencillos exitosos», tal como The Freewheelin' Bob Dylan de 1963.
El folk rock fue particularmente bien recibido en California, donde grupos como The Mamas & the Papas y Crosby, Stills & Nash adoptaron instrumentos eléctricos, y en Nueva York, donde surgieron grupos como The Lovin' Spoonful y el dúo Simon and Garfunkel, cuya remezcla de su canción «The Sounds of Silence» (1965) con instrumentación eléctrica se convirtió en su primer gran éxito comercial.  Varios de estos grupos influenciarían enormemente a músicos británicos como Donovan y Fairport Convention.  Estos últimos, en 1969, abandonaron la mezcla de versiones estadounidenses y canciones inspiradas en Dylan para tocar exclusivamente música tradicional inglesa con instrumentos eléctricos. Este tipo de folk rock británico fue subsecuentemente adoptado por bandas como Pentangle, Steeleye Span y The Albion Band, y en respuesta, grupos irlandeses, como Horslips, y escoceses, como JSD Band y Spencer's Feat (luego Five Hand Reel), comenzaron a incorporar su música tradicional en el género, lo que a principios de los años 1970 se convertiría en rock celta.
El folk rock alcanzó su apogeo comercial entre 1967 y 1968, antes de que muchos de sus artistas se pasaran a otros estilos, como Dylan y The Byrds, quienes empezaron a tocar country rock. Sin embargo, la hibridación del folk con el rock fue vista como una influencia mayor en el crecimiento posterior de este, al incorporar elementos de la psicodelia y ayudar a desarrollar los conceptos de cantautor, canción de protesta y «autenticidad». 

#### Rockpsicodélico

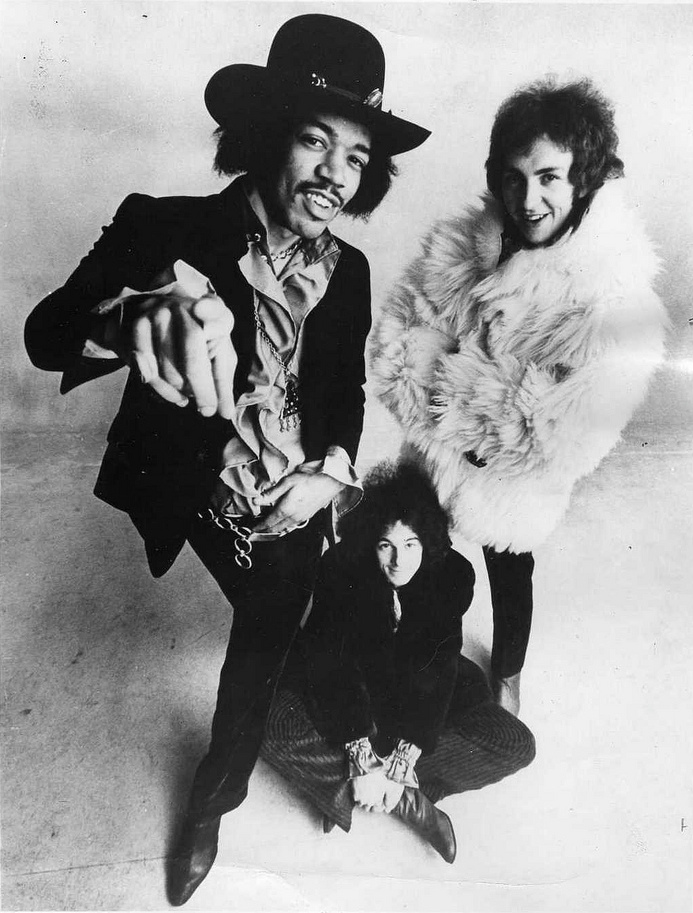
The Jimi Hendrix Experience en una imagen publicitaria de 1968

Durante este período, The Beatles incursionaron en varios de los principales elementos del sonido psicodélico, como el acople de guitarra, el sitar indio y los efectos de sonido backmasked. El espíritu inspirado por el LSD de la música psicodélica empezó en la escena folk, particularmente en la de California, cuando diversos grupos empezaron a replicar la transición de folk a folk rock de The Byrds en 1965.  Un año después, la banda texana 13th Floor Elevators fue la primera en autopromocionarse como «rock psicodélico». En San Francisco, el nacimiento del movimiento hippie, fuertemente asociado al uso de drogas alucinógenas, causó que la ciudad tuviera una escena especialmente desarrollada y con varias bandas prominentes, como Big Brother and the Holding Company de Janis Joplin, Grateful Dead y Jefferson Airplane.  El rock psicodélico tuvo su apogeo durante los últimos años de la década: en 1967, se publicaron varios de los álbumes más importantes del género, incluidos Sgt. Pepper's Lonely Hearts Club Band, de los Beatles, Their Satanic Majesties Request, de The Rolling Stones,  y The Piper at the Gates of Dawn, de Pink Floyd, otros registros clave de la psicodelia lanzados ese año fueron Surrealistic Pillow, de Jefferson Airplane, Strange Days, de The Doors, y Are You Experienced, de The Jimi Hendrix Experience, banda del virtuoso guitarrista Jimi Hendrix, quien, con sus extensas improvisaciones con distorsión, wah-wah y feedback, influyó enormemente en la forma de tocar en los músicos de rock.   En 1969, el punto más alto de la psicodelia se vio reflejado en el Festival de Woodstock, donde se presentó la mayoría de los artistas más importantes del género. 
Posteriormente, Sgt. Peppers fue ampliamente descrito como el mejor álbum de todos los tiempos, así como el que dio inicio a la «época del álbum», periodo donde el rock empezó a ser reconocido como parte del mainstream cultural y cambió del sencillo al álbum de estudio como formato predominante de difusión, expresión y consumo, tendencia que perduró en la industria musical por varias décadas.

### Años 1970

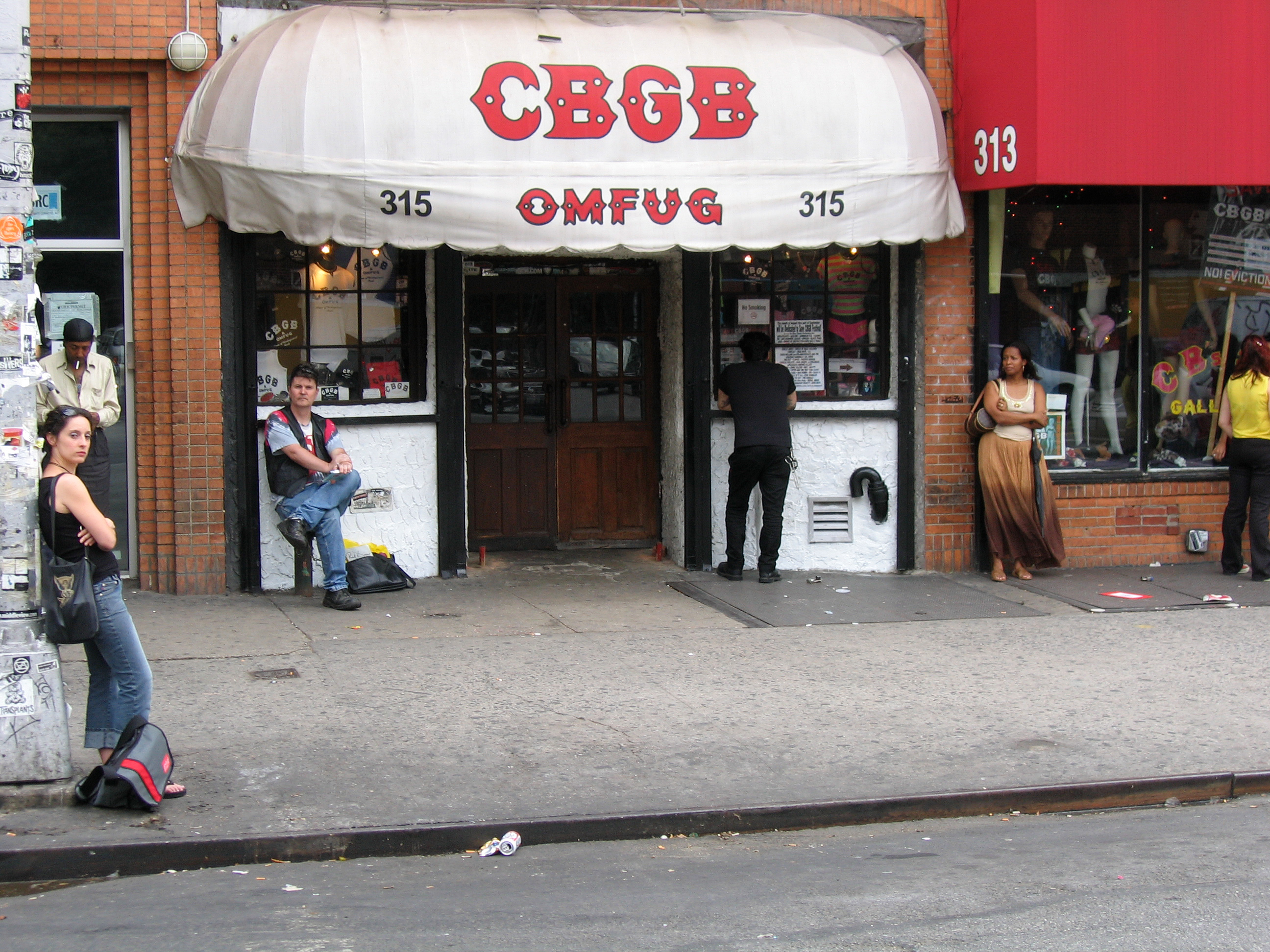
El club CBGB, en Nueva York, un desaparecido icono del punk y la new wave que vio las primeras actuaciones de Ramones, Talking Heads y Blondie.

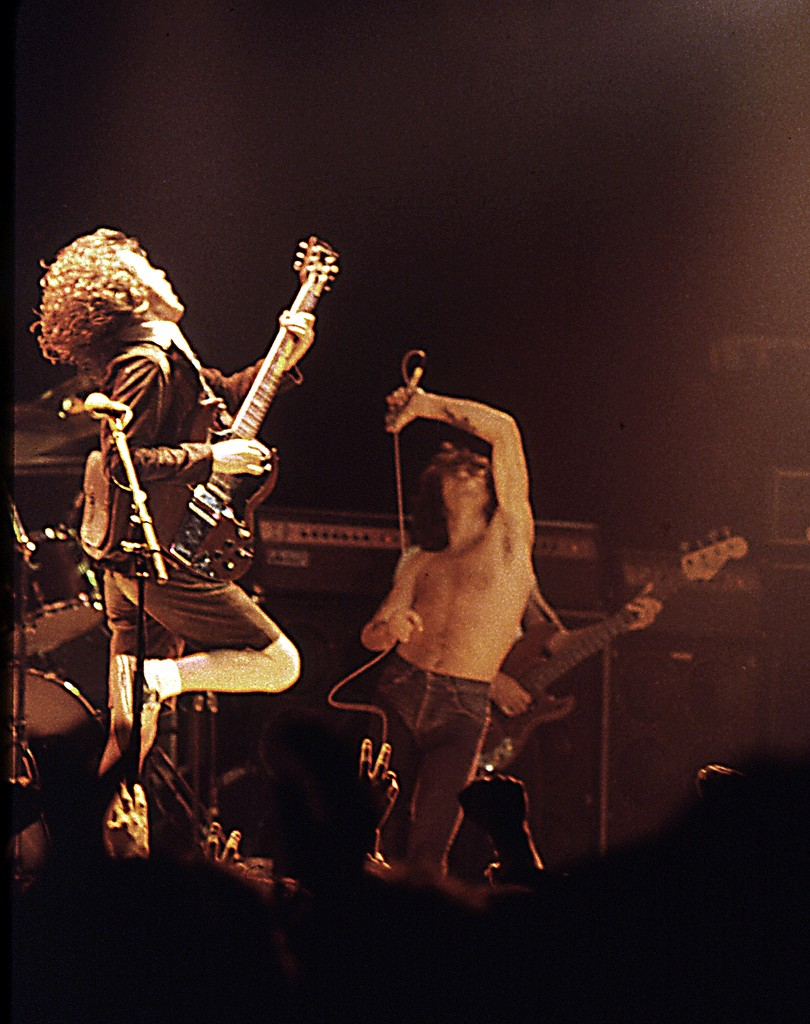
Bon Scott (derecha) con Angus Young (izquierda), tocando en vivo con AC/DC en el Ulster Hall en agosto de 1979.

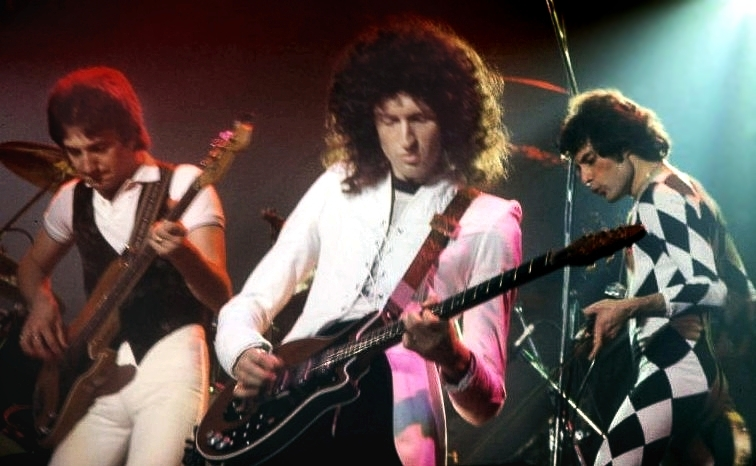
Queen en un concierto en 1977

- Blue Cheer, Black Sabbath, Led Zeppelin, Deep Purple, Queen, Sir Lord Baltimore y Iron Claw empiezan a combinar elementos de otros géneros musicales y sientan las raíces de lo que sería el heavy metal, que alcanzó su máxima popularidad en la década de los ochenta.
- Con los discos Black Sabbath y Paranoid de Black Sabbath y Led Zeppelin de Led Zeppelin se da por sentada la creación del heavy metal.
- Gracias a la gira de The Rolling Stones American Tour 1972 se populariza la frase "Sexo, drogas y rock and roll".
- Paul Rodgers salta a la fama con Free, principalmente a través del tema "All right now", a finales de los años 1960 y principios de los años 1970, para luego formar Bad Company. Faces, con Rod Stewart a la cabeza, son otro exponente de ese rock de crudeza clásica, a caballo entre el blues rock y el hard rock.
- Queen salta a la fama con una mezcla de hard rock, rock progresivo, heavy metal, glam rock y ópera rock. Primeros años 1970. Además se considera que el sencillo Stone Cold Crazy fue la primera canción de Thrash metal.
- The Stooges, New York Dolls y MC5, y más tarde The Runaways, comienzo del proto-punk.
- Elvis Presley realiza el primer concierto televisado vía satélite a nivel mundial conocido como Aloha from Hawaii.
- En 1974 nace el punk rock con uno de los pioneros del género, Ramones. Esta música está caracterizada por ser más simple, con canciones de entre uno y dos minutos de duración y sin solos de guitarra complicados. Otra característica son las letras reivindicativas sobre problemas políticos y sociales. Un poco más adelante se unirían al nuevo género reivindicativo, por parte británica, bandas como Sex Pistols o The Clash.
- Nace Kiss con su característico maquillaje esta vez apegados al heavy metal y al rock and roll.
- Jethro Tull, Pink Floyd, Genesis etapa Peter Gabriel, Yes, Rush y King Crimson: el rock progresivo y el jazz rock. Pink Floyd publica The Dark Side of the Moon, que se convertiría en el disco más exitoso del género, postulándose asimismo como padres del space rock, que tendría en Hawkwind su continuidad.
- Emerge el glam rock con artistas como Elton John, T. Rex, Queen, David Bowie, Roxy Music, Alice Cooper, Slade y Sweet, a los que se sumaron Lou Reed y The Stooges. El glam actualizó, con provocación y maquillaje, la frescura del rock and roll de los años 1950 frente al virtuosismo del rock progresivo, e influyó posteriormente en el punk y en todos los géneros que nacieron a partir de él a finales de la década.
- Mountain y Grand Funk Railroad crean un nuevo estilo y son pioneros del hard rock y el heavy metal norteamericano. Aerosmith salta a la fama, con una mezcla de hard rock con ritmos funkys. Paralelamente surgen grupos como Kiss, Cheap Trick y Ted Nugent. En Australia nace AC/DC y en Irlanda Thin Lizzy, mientras en Inglaterra emergen Motörhead, quienes impondrían una mayor velocidad en los riffs, adelantándose al crossover punk-metal y al thrash.
- Segunda etapa y desarrollo final del heavy metal. Rainbow, UFO, Judas Priest, Scorpions, Nazareth, Uriah Heep como algunas de las bandas dentro del movimiento.
- El power pop recupera las melodías de los grupos de la Invasión británica, combinándolas con guitarras enérgicas con artistas como Big Star, Todd Rundgren o The Raspberries. A finales de la década el género vive su éxito comercial gracias a grupos como The Knack. A partir de los años 1990 grupos de rock alternativo como Teenage Fanclub y The Posies revitalizarían el género.
- Kraut-rock, derivación alemana del rock sinfónico o progresivo, en la se comienza a usar el sintetizador, derivado del Moog, de una cierta manera que provocaría el nacimiento de la música electrónica. Can, Neu!, Kraftwerk.
- La gran explosión inglesa del punk, tras la aparición de The Ramones, Misfits, Patti Smith, Iggy Pop y The Dictators, seguidos por Dead Boys y The Heartbreakers en los Estados Unidos y como reacción a los excesos, vuelta a lo básico; surgen en el Reino Unido Sex Pistols, The Clash, The Damned, Buzzcocks, The Slits.
- Desde Jamaica el reggae alcanza popularidad en todo el mundo gracias a Bob Marley y otros artistas como Peter Tosh y Jimmy Cliff. Otro ritmo jamaiquino, el dub, se populariza de la mano de Lee «Scratch» Perry. El reggae marcaría profundamente a muchos músicos de rock, como The Rolling Stones, y especialmente a la generación punk y new wave, entre ellos The Clash y The Police. A partir de esa fusión de punk y reggae evolucionaría el ska moderno o 2 Tone.
- El new wave, tributario del rock and roll de los años 1950, tras el fin del punk. The Police, Blondie, Talking Heads, Devo, The B-52's, Elvis Costello.
- Van Halen revoluciona a partir de su primer disco en 1978 la forma de tocar la guitarra eléctrica en el hard rock.
- Surgimiento del post-punk: Siouxsie and The Banshees, The Cure, Joy Division, Bauhaus, Public Image Ltd., Gang of Four, Parálisis Permanente.
- Uso del sintetizador en el synth pop a finales de la década: Kraftwerk, Gary Numan, Ultravox, Human League.
- Rock gótico en Europa, deathrock en los Estados Unidos y dark wave en Alemania, Holanda y otros países de Europa influenciados por el post-punk, el Glam rock y el New wave. Bauhaus, The Sisters of Mercy, The Cure, Siouxsie and the Banshees, Joy Division, The Damned, Clan Of Xymox, Dead Can Dance, Christian Death, Alien Sex Fiend, Specimen.
- Raíces del rock industrial: electrónica y rock comienzan a fusionarse. Throbbing Gristle, KMFDM, Einstürzende Neubauten.
- Tom Waits y más tarde Nick Cave representarían la figura del crooner desde un punto de vista iconoclasta y underground, en una dilatada carrera que se extiende desde los años 1970 hasta la actualidad, y cuyo mayor apogeo tiene lugar en los años 1980.
- El soft rock es representado por grupos como America e Eagles.
- La NWOBHM surge en Inglaterra con bandas como Iron Maiden, Diamond Head, Saxon, Angel Witch, Tygers of Pan Tang y Def Leppard como estandarte.
- Tuvo también su mayor esplendor el rock sureño, género surgido a finales de la década de 1960, que mezclaba rock and roll, blues y country. Sus máximos exponentes fueron bandas como The Allman Brothers Band, Lynyrd Skynyrd, ZZ Top, y algunos temas de Creedence Clearwater Revival y posteriormente bandas como Outlaws y Black Oak Arkansas.

### Años 1980

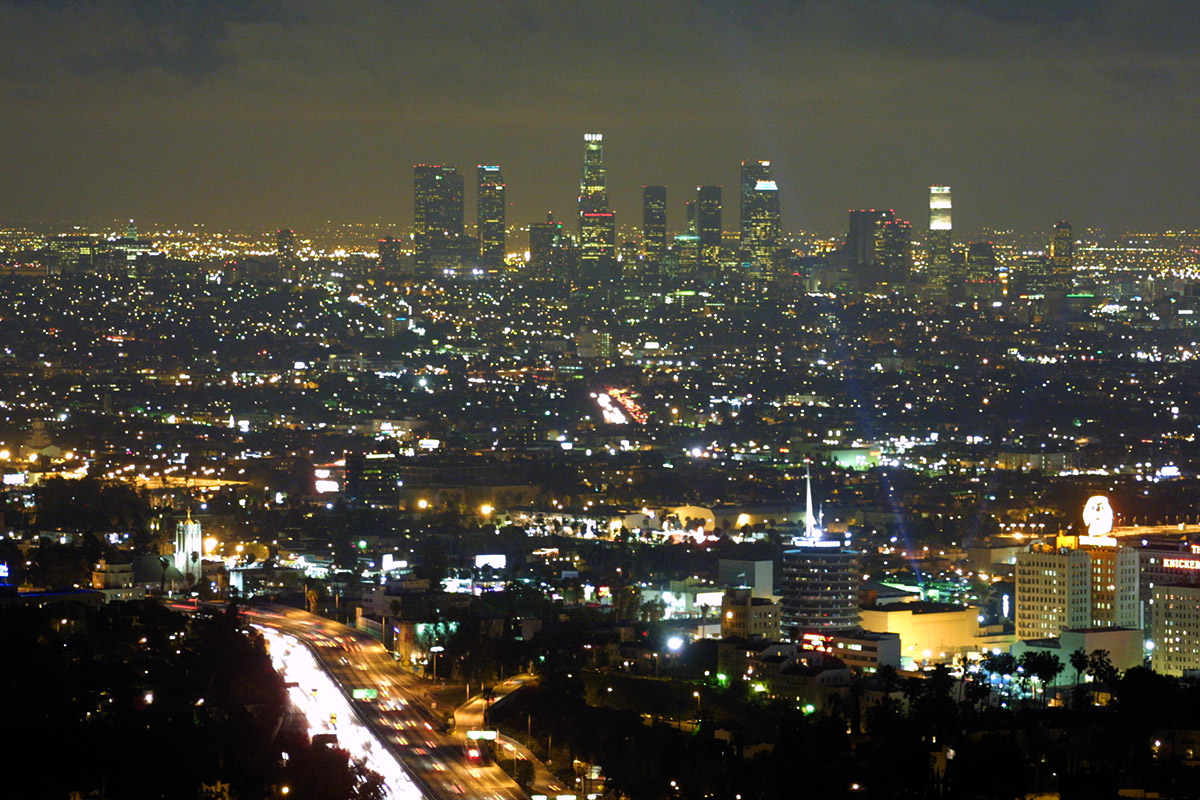
Vista nocturna de L.A. desde Hollywood Hills. La ciudad se convirtió en la meca del rock durante gran parte de la década.

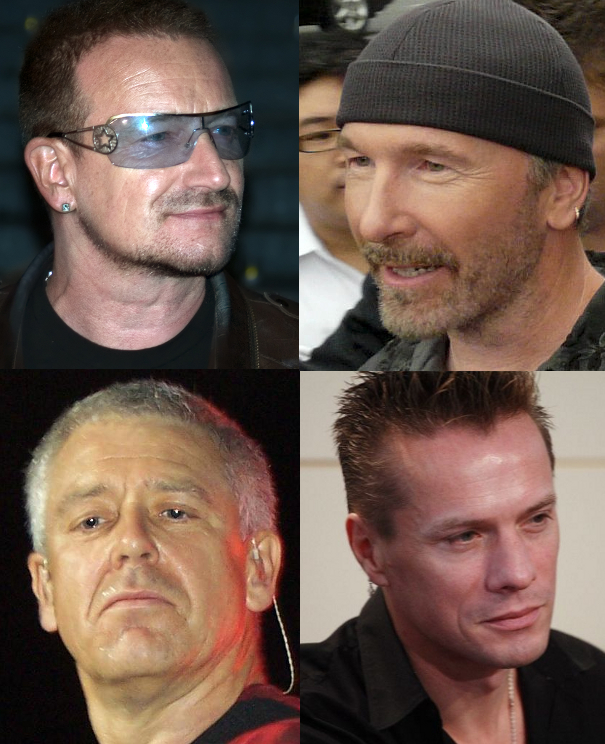
U2, una de las bandas más influyentes desde los años 1980 hasta la actualidad.

- El rock neoprogresivo (a veces acortado a neo-prog) es un género musical derivado del rock progresivo que alcanzó su auge en la década de 1980. Se caracteriza por composiciones transmitidas mediante letras oscuras y una cuidada teatralidad en el escenario; Marillion es quizás la banda más importante del género, cuyos discos Misplaced Childhood y Clutching at Straws alcanzaron altos puestos en las listas de éxitos. Otras bandas como IQ, Pendragon, Pallas, Jadis o Arena también consiguieron buenas ventas.
- El pop rock de radiofórmula continúa mostrando la influencia de la new wave: Tears for Fears, Duran Duran, INXS, The Cars, Adam and the Ants, Billy Idol, Dire Straits y Bryan Adams.
- Surge el rock melódico o soft rock, caracterizado por potentes solos de guitarra y melodías a cargo de los teclados; estilo encabezado por bandas como Journey, Toto, Foreigner y Boston.
- En el campo del rock más comercial, Michael Jackson, Madonna y Prince consiguieron numerosos éxitos.[116][117][118]
- El rock estadounidense revive gracias a Tom Petty y Bruce Springsteen, este último calificado como "el futuro del rock and roll" o "The Boss". Músicos como John Cougar Mellencamp o John Hiatt destacan en el estilo, mientras Joan Jett, procedente de The Runaways, y Pat Benatar triunfan con numerosos éxitos de rock FM.
- El hard rock de los años 1980, también denominado glam metal o hair metal por las vestimentas y los peinados propios de esa década, alcanza su mayor auge con grupos como Bon Jovi, Cinderella, Europe, L.A. Guns, Kiss, Vinnie Vincent Invasion, Mötley Crüe, Poison, Ratt, Tesla, Quiet Riot, Twisted Sister, Warrant, White Lion y Whitesnake entre los más exitosos.
- Rock cristiano: El rock cristiano es una forma de música rock tocada por bandas cuyos miembros son cristianos, y que a menudo centran en la letra en temas religiosos. La medida en que sus letras son explícitamente cristianas varía entre bandas como lo fue la primera banda de este naciente género Stryper.
- Las discográficas independientes creadas a partir del punk posibilitan el nacimiento del indie y el indie pop representado por bandas como The Smiths, Orange Juice o The Go-Betweens. En 1986 NME publicó un casete con el título C86 que daría origen al movimiento del mismo nombre.
- En 1980, U2 publicó su primer álbum, Boy
- Primeros grupos de rock alternativo: The Cure, Siouxsie & the Banshees, R.E.M., U2, The Smiths, Primal Scream, Pixies, Sonic Youth, Jane's Addiction, Dinosaur Jr. y Red Hot Chili Peppers en Reino Unido y Estados Unidos, marcan las bases del género, en sus inicios en un plano underground, y para iniciados, y más tarde como fenómenos de masas.
- Nace el rap metal, estilo alternativo cuyos pioneros fueron Run-D.M.C. y Beastie Boys.[119]
- El thrash metal marcó el inicio de este género con Megadeth, Venom, Celtic Frost, Metallica, Slayer, Testament, Anthrax, Sepultura, Suicidal Tendencies, Pantera, Overkill. En Alemania, Kreator, Destruction, Sodom y Tankard. El heavy metal adquiere más velocidad y aparece speed metal que daría posteriormente el thrash metal y el power metal. La dureza e influencias del género aumenta debido a las distintas perspectivas de unos grupos y otros, creando el death metal con bandas como Death o Morbid Angel y el black metal con bandas como Venom de nuevo, Hellhammer, Bathory o Mayhem. El death metal se fusionaría con el hardcore punk creando un género denominado grindcore, la banda más popular del género es Napalm Death.
- En 1987, Guns N' Roses redefinen el hard rock utilizando elementos del heavy metal en el disco Appetite for Destruction. Esto implica un cambio en la temática y actitud preparando un cambio en la siguiente década apartándose así de la frivolidad y diversión del Glam metal. Otras dos bandas que marcaron una diferencia sustancial en el género fueron Dogs D'amour y The Cult, estos últimos en su etapa más roquera y menos siniestra; por su parte, tanto Skid Row como los escoceses Gun, facturando un hard rock ligeramente más modernizado, Sleaze rock, se mantendrían en la escena de los primeros años de la década de 1990, ya dominada por el grunge.
- Se comienza a apreciar la fuerte influencia en el rock de grupos de hip hop como N.W.A. Cypress Hill, Public Enemy.
- Surge en la ciudad de Mánchester la escena madchester, que mezcló el indie con ritmos bailables y le dio a la música un tinte psicodélico. Bandas como The Stone Roses, Happy Mondays, Inspiral Carpets, The Charlatans, James y 808 State serían representantes del género.
- El shoegazing fue un género de música indie surgido a finales de los años 80 y principios de los 90 en el Reino Unido. Está representado por grupos como My Bloody Valentine, Ride y Slowdive, entre otros.

### Años 1990

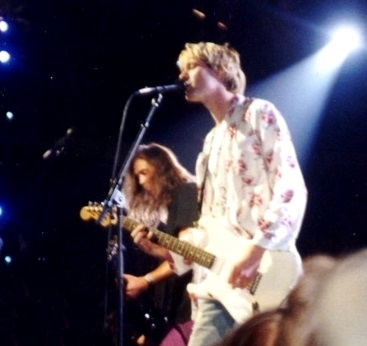
El éxito de Nirvana impulsó la oleada del grunge en los años 1990.

- Segunda oleada de black metal a lo largo de los años 1990 junto a toda la polémica que la rodea y una segunda invasión de bandas británicas.[120] Fue durante este periodo cuando el desarrollo del black metal se hizo patente y más evidente, sin embargo, el origen del género hay que situarlo mucho antes a principios y mediados de los años 1980. Fueron los británicos Venom, quienes con su demo de 1979, prepararon el camino para la oleada de black metal que debía venir. Los fanes se dividieron en opiniones respecto a este grupo,[121] quien con su segundo disco, del año 1982, titulado Black Metal, dieron el nombre al género. Otras bandas influyentes en establecer las bases del género, fueron, en cuanto a la estética, Kiss, y la danesa Mercyful Fate que en 1982 se estrenó con un EP con cuatro temas denominado Nuns Have No Fun. El black metal se fusiona con lo sinfónico y orquestal con bandas como Emperor y más tarde Dimmu Borgir entre otros.
- El death metal se divide en varias ramas, apareciendo el un estilo más bruto, contundente y técnico en bandas como Cannibal Corpse, Immolation o Dying Fetus, uno más melódico con In Flames, At The Gates, Dark Tranquillity, con progresismos o rock progresivo con Edge Of Sanity, Cynic o Opeth e incluso mestizado con música jazz en bandas como Cynic de nuevo o Cephalic Carnage. También está el doom/death de Anathema, Paradise Lost o My Dying Bride, que cogerían elementos doom (subgénero o variante del heavy metal) creados por Black Sabbath y Candlemass, años más tarde se mestizaría con la subcultura gótica creando el género denominado gothic metal.
- Rock de fusión: El rock, el metal y el punk se fusionan con el rap y el funk e incorporan otros elementos como rock progresivo. Red Hot Chili Peppers, Fishbone, Living Colour, Faith No More, Incubus, Infectious Grooves, Primus y Rage Against the Machine. En Holanda se darían a conocer Urban Dance Squad.
- El rock alternativo y el grunge revolucionan el género a raíz del éxito del sencillo Smells Like Teen Spirit, del álbum Nevermind, de Nirvana. Seattle se convierte en el centro del rock; además de Nirvana surgen Pearl Jam, (renacidos de las cenizas de los seminales Mother Love Bone), Screaming Trees, Soundgarden, Stone Temple Pilots, Blind Melon y Alice In Chains, además de Hole, The Afghan Whigs, y Garbage, bandas que luego le abrirían el camino a otras de corte más comercial como Nickelback o Collective Soul. El grunge también influye en la escena hard rock, y las hair bands prácticamente desaparecen con la nueva tendencia. En el rock alternativo triunfan Weezer, The Smashing Pumpkins o Jane's Addiction gracias al festival Lollapalooza.
- A ello se le viene a sumar el auge del rock industrial y el metal industrial, con bandas como Nine Inch Nails, Marilyn Manson, Ministry y Rammstein.
- El metal de los años 1990 comienza a impregnarse del espíritu del rock alternativo; Sepultura innovan con los álbumes Chaos A.D. y Roots, al igual que Metallica adaptan sus presupuestos a la nueva década, mientras que Pantera desbanca a Michael Jackson del número uno de la lista estadounidense con un disco de metal extremo llamado Far Beyond Driven.
- Surge el stoner rock o rock desértico, fusión de rock psicodélico, hard rock y la música de Black Sabbath; caracterizado por densos riffs de guitarras oscuras y ritmos lentos, utilizando las afinaciones más graves de los instrumentos, contrastado por Melvins y otras bandas americanas provenientes de California como Kyuss (considerados fundadores del estilo), Fu Manchu o Nebula, pero sin llegar a alcanzar el éxito comercial de las bandas de Seattle y del movimiento grunge; el estilo tuvo su continuidad con bandas como Queens of the Stone Age durante la siguiente década.
- Grupos de hard rock y heavy metal con tendencia a incorporar elementos del rock psicodélico y el punk, así como de la cultura de "Serie B", comienzan a popularizarse y triunfar en los Estados Unidos: Monster Magnet, White Zombie, Y Danzig, banda del antiguo líder de The Misfits.
- The Black Crowes contrastan como rara avis en la nueva escena por su propuesta fuertemente retro, influenciada por Faces o The Rolling Stones. A lo largo de los años 1990 desarrollarían más su estilo hacia el concepto de jam-band, entroncando así con un incipiente revival 70s, secundado por la personal propuesta de Blind Melon, quienes desde 1992 conjugan el rock alternativo y ciertos aspectos del grunge con una estética y sonido retro, y seguido en menor medida, Spin Doctors y una nueva hornada de grupos influenciados por Grateful Dead que despuntarían en la segunda mitad de la década, entre ellos, Phish y Blues Traveller.
- Esta tendencia retro hacia sonidos de los años 1970, la confirmarían grupos como Counting Crows o 4 Non Blondes, que saltarían a la fama con sus dos respectivos hits, "Mr. Jones" y "What's up", temas que sonarían de forma insistente durante el resto de la década en las radiofórmulas, convirtiéndose ambos en temas de referencia de la década.
- El britpop nace en Reino Unido a mediados de los años 1990 como reacción a la creciente popularidad del grunge que invadía las radios locales, de la mano de grupos como Oasis, Blur, Radiohead, Pulp, Suede, The Verve y Placebo. El britpop toma influencia de los géneros madchester, indie, shoegazing, new wave y el rock de los años 1970 y 1960.
- Oasis lanza (What's the Story) Morning Glory?, su segundo disco, que vendió más de 22 millones de discos en todo el mundo. La banda se volvió muy popular y llegó a realizar dos mega conciertos en Knebworth Park para 125 000 personas cada noche, lo que fue un récord en su país.
- Prodigy, The Chemical Brothers, Fatboy Slim, Apollo 440 y otros artistas de big beat combinan rock con distintos géneros de música electrónica, alcanzando una notable popularidad entre las audiencias rock.
- Surge el pop punk con grupos como The Offspring, Green Day, Blink-182, Rancid y NOFX (procedentes de la escena hardcore punk melódica) principalmente, que se encargan de llevar el punk a un plano menos contracultural y rupturista que el punk original, y musicalmente más limpio y melódico. También el género forma gran parte de la segunda oleada punk.
- Bandas como Redd Kross, Urge Overkill o Jellyfish, reivindican de nuevo la música e imagen de los años 1970, esta vez desde una óptica y sonido cercanos en ocasiones a Cheap Trick o los primeros Kiss, y a melodías beatlerianas arropadas por enérgicas secciones rítmicas tomadas del punk y el hard rock.
- Los años 1990 es también la década en que triunfan solistas, en ocasiones cercanos a la figura del crooner o del cantautor, pero con propuestas marcadamente personales, arriesgadas e iconoclastas, que en muchas ocasiones toman un rumbo fuera del género, como Jeff Buckley, PJ Harvey, Björk o Tori Amos. Un artísticamente renacido Johnny Cash produce sus últimos discos para American Recordings.
- Radiohead publica OK Computer, álbum que según la prensa musical se convierte en su obra cumbre y uno de los más importantes de la década,[122] influyendo en grupos posteriores como Travis, Delirious?, Keane, Muse y Coldplay.
- De la mezcla de grunge, funk y hip hop surge, a mediados de década, el nu metal, estilo muy popular hasta mediados de la siguiente década. Bandas como Korn y Deftones serían los precursores del estilo, que alcanzaría su máxima popularidad con la aparición de bandas como Limp Bizkit o Linkin Park
- Segunda etapa del gothic metal y tercera etapa del gothic rock, encabezado principalmente por la banda alemana Unheilig desde 1999. Se suprimen las voces guturales del death en el metal gótico: Nightwish, Moonspell, Within Temptation y Anabantha fusionan metal gótico con ópera. Comienzan bandas que muestran influencias del metal gótico fusionado con otros géneros como metal alternativo o Doom metal: Epica, Within Temptation, Therion. The 69 Eyes, HIM, Xandria, L'Âme Immortelle, Entwine (1996 - 1998).
- Segunda mitad de la década: nueva ola de rock, llamado en ocasiones action-rock, fusionando hard rock con punk, como reacción a la intelectualidad del grunge y el alternativo, vuelta al rock más básico. El movimiento proviene de Escandinavia principalmente; Turbonegro, Backyard Babies, The Hellacopters, Hardcore Superstar o Gluecifer; sin olvidar la respuesta americana, con Buckcherry o Nashville Pussy. Ello trae consigo un cierto revival del glam rock, y grupos como L.A. Guns o Poison vuelven a girar o editar discos.
- Últimos años 1990, y primera mitad de la nueva década, se populariza el country alternativo o americana, así se llama al nuevo rock estadounidense; country y música de raíces americana fusionado con rock alternativo; Drive-By Truckers, Steve Earle, Lucinda Williams, Son Volt, Wilco o Cracker. Vuelta a las raíces, pero con otro punto de vista más actual, partiendo del legado de Gram Parsons, y cuyas raíces se sitúan generalmente en el grupo Uncle Tupelo.
- Desaparecen los últimos grupos que definieron el rock durante los años 1970. Pink Floyd, líder en el rock psicodélico y progresivo, se termina separando.

### Años 2000

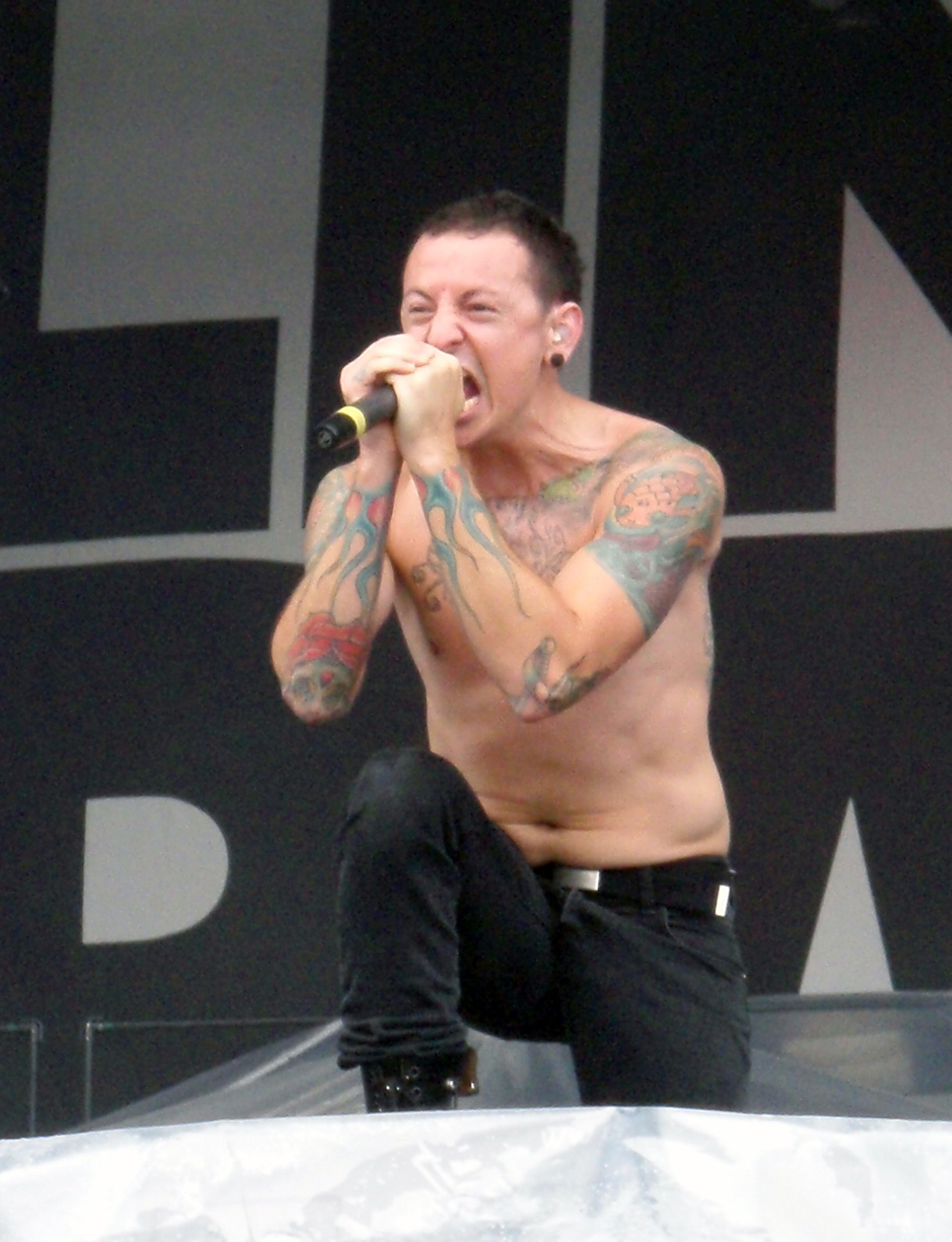
El nu metal tuvo su apogeo a principios de la década. Linkin Park fue el grupo más exitoso con más de 60 millones de discos vendidos.

- Aunque el rap metal tuvo su éxito durante la década de 1990, con bandas como Rage Against The Machine, su verdadero éxito fue al comienzo del milenio con bandas como Linkin Park que lanzó su primer álbum Hybrid Theory, además se convirtió en el álbum debut más vendido de la década. Limp Bizkit que lanzó Chocolate Starfish and the Hotdog Flavored Water, Papa Roach, Deftones, Korn, y Slipknot con su álbum homónimo.
- Auge del metalcore y deathcore, con bandas como As I Lay Dying, Killswitch Engage y Shadows Fall como principales exponentes.
- Tras las fusiones entre géneros que se dieron en la década de 1990, el rock vuelve a su concepto más básico en el 2000 como garage rock o garage rock revival, con influencias y enfoque alternativos, con grupos como The Strokes, The Sounds, Yeah Yeah Yeahs, The White Stripes, The Black Keys, The Libertines, The Vines, The Hives, Kings of Leon, BRMC, entre otros.
- La nueva ola del post-grunge; con grupos como Audioslave, 12 Stones, Three Days Grace, Seether, Taproot.
- Sigue la oleada del pop punk entre 2000 y 2005 con bandas como The Offspring, Green Day, Blink-182, Sum 41, NOFX, entre otros.
- En el deathcore se destacan Job for a Cowboy, Despised Icon y As Blood Runs Black.
- En el plano del rock alternativo destacan Muse, Placebo, The Smashing Pumpkins, Radiohead, Linkin Park, Keane, Coldplay, Foo Fighters, Green Day, Evanescence e Incubus.
- En 2001 aparece el segundo álbum de System of a Down, Toxicity, que tuvo mucho éxito en la industria musical.
- En el año 2005 la banda californiana Green Day da su más grande concierto en Milton Keynes, el concierto más grande en la historia del punk rock.
- Queens of the Stone Age continúan durante la nueva época el legado stoner rock de Kyuss, añadiéndole otros matices, instrumentación y estructuras a algo que definen como Robot Rock.
- En Reino Unido, The Libertines reinventa el britpop, dándole un tinte menos comercial que el de bandas como Oasis o Blur. Con letras más autodestructivas, pero sin variar demasiado la fórmula de las bandas anteriores, logran ser una banda de culto, a la vez que abren el camino a bandas como Franz Ferdinand, Boy Kill Boy, Bloc Party, Arctic Monkeys, Kasabian, Maxïmo Park, y Kaiser Chiefs. Otras bandas de post punk revival, como Mando Diao (Suecia), actualizan el legado del post-punk y del britpop.
- Las principales bandas de hard rock y heavy metal vuelven a su sonido clásico de los años 1980, luego de largas etapas de experimentación con sonidos típicos de los años 1990.
- Surgen bandas de indie rock, post punk revival, otras ramas de la nueva ola (post-punk), (new wave) como The Strokes, The Killers y The Bravery (entre las que ha habido rivalidades), Franz Ferdinand, Vampire Weekend y Arctic Monkeys (indie), Arcade Fire e Interpol (1998-presente) de post punk revival, banda cuyo estilo oscuro ha sido comparado con el de Joy Division, Interpol es una de las pioneras y más influyentes bandas del post punk revival.
- En los Estados Unidos grupos como LCD Soundsystem, !!! o The Rapture adaptarían la parte más bailable del género dando lugar al dance punk y al dance rock con bandas como Panic! at the Disco.
- En 2007 el solo de la canción Blackbird de la banda Alter Bridge fue nombrado el mejor solo de todos los tiempos por la revista Guitar Magazine.
- En 2007 el álbum debut de Klaxons, Myths of the Near Future, lanzado el 29 de enero del 2007 da paso al nuevo género llamado new rave, en los que también hay grupos como Datarock, Hot Chip y Cansei de Ser Sexy. El estilo denota la influencia del rock de la década de 2000 con parte de la cultura rave (electrónica) de los años 1990, la etiqueta de new rave se le aplica frecuentemente y tal vez erróneamente a grupos con influencias electrónicas.
- Muse se consagra en Europa con su mezcla de rock alternativo con música clásica y toques progresivos, con giras alrededor de todo el mundo presentando sus discos Absolution (2003) y Black Holes and Revelations (2006), dando dos shows agotados en el nuevo estadio de Wembley en Londres presentando este último.
- La tradicional figura del cantautor iconoclasta en el rock tiene su continuidad con el éxito de Antony and the Johnsons y su disco I am a bird now, mientras Rufus Wainwright sorprende en sucesivas entregas con su estilo personal que recuerda en su tonalidad vocal a Jeff Buckley, practicando ambos músicos diversas fusiones estilísticas que enlazan con el trabajo a caballo entre rock y lírica de artistas como Lou Reed, mientras Mark Lanegan continúa con su sonido profundo e introspectivo tras la disolución de Screamin' Trees.
- The Darkness, The Answer y Airbourne vuelven a poner en el primer plano de actualidad la esencia del hard rock con una gran atención a la puesta en escena, guitarras energéticas y cuidadas, diversión como leit-motiv principal, e incluso voces en falsete. Por su parte, Velvet Revolver suman al género la influencia del post-grunge y el grunge, debido a que su exvocalista era procedente de la banda de grunge Stone Temple Pilots.
- Wolfmother y Jet cosechan éxitos de audiencia con su hard rock de impronta retro.
- Tanto la banda Scissor Sisters como el solista Mika fusionan el pop rock con el funk y la música disco de corte retro, cosechando un notable éxito.
- El rock progresivo y el rock experimental consiguen un relativo auge gracias a grupos como Porcupine Tree y The Mars Volta, este último es el más notable por sus influencias de punk rock, jazz fusión, funk, dándole toques psicodélicos del rock de los años 1960 y 1970 como los de Jimi Hendrix y Carlos Santana. El metal progresivo crece en popularidad gracias a bandas como Ayreon, Dream Theater, Mastodon, Opeth, Pain of Salvation, Riverside, Symphony X y Tool.
- Avenged Sevenfold, DevilDriver, Disturbed, Lamb of God, Machine Head y Trivium son algunas de las bandas que forman parte del movimiento conocido como NWOAHM (nueva ola de heavy metal estadounidense).
- Las bandas de rock más populares del siglo xx regresan, aunque la mayoría como solistas o en pequeñas reuniones. El evento Live 8 permitió el último regreso de bandas como Pink Floyd. Led Zeppelin se reúne en un concierto luego de casi 25 años de su separación, mientras que Queen se une con Paul Rodgers para formar Queen+Paul Rodgers. Roger Waters, bajista de Pink Floyd, realiza un el Dark Side of the Moon World Tour y posteriormente regresa para conmemorar los 30 años de The Wall con The Wall Live. Bandas como Oasis y R.E.M. se separan, y otras como The Police se reúnen. John Fogerty realiza un tour con las canciones de Creedence Clearwater Revival.
- Algunas de las bandas de la vieja escuela continuaron publicando álbumes de estudio y realizando giras mundiales como AC/DC con Black Ice; Aerosmith con Just Push Play, Honkin' on Bobo y Music from Another Dimension!; Iron Maiden con Dance of Death, A Matter of Life and Death y The Final Frontier; o Def Leppard con X y Songs from the Sparkle Lounge, entre otros.

### Años 2010 en adelante
Durante la década de 2010, el rock perdió su posición de género de música popular más importante frente a estilos como la música electrónica y, especialmente, el hip hop, que hacia 2017 ya era el género más consumido en Estados Unidos. Entre las principales explicaciones a este fenómeno se citó el cambio de enfoque en la creación musical que causaron el auge del streaming y los nuevos avances tecnológicos. Ken Partridge, del sitio web Genius, sugirió que el hip hop se volvió más popular porque es más transformador y no necesita depender de sonidos del pasado y que existe una conexión directa entre el estancamiento del rock y el cambio de actitudes sociales durante la década. En un artículo de opinión para The New York Times, en 2016 Bill Flanagan comparó el estado del rock de este período con el del jazz a inicios de la década de 1980, que "disminuyó la velocidad y miró hacia atrás".

## Impacto social
Los distintos géneros del rock fueron adoptados y esenciales para la identidad de diversas subculturas. En las décadas de 1950 y 1960, respectivamente, los jóvenes británicos adoptaron las subculturas Teddy boys y Rocker, ambas centradas en el rock and roll de Estados Unidos. La contracultura de la década de 1960 estaba muy relacionada con el rock psicodélico. 
La subcultura punk de mediados de la década de 1970 comenzó en los Estados Unidos y Gran Bretaña casi simultáneamente y tomó una imagen distintiva creada por la diseñadora Vivienne Westwood que se popularizó en todo el mundo. Desde la escena punk, las subculturas Emo y Gótica crecieron presentando sus estilos visuales propios.

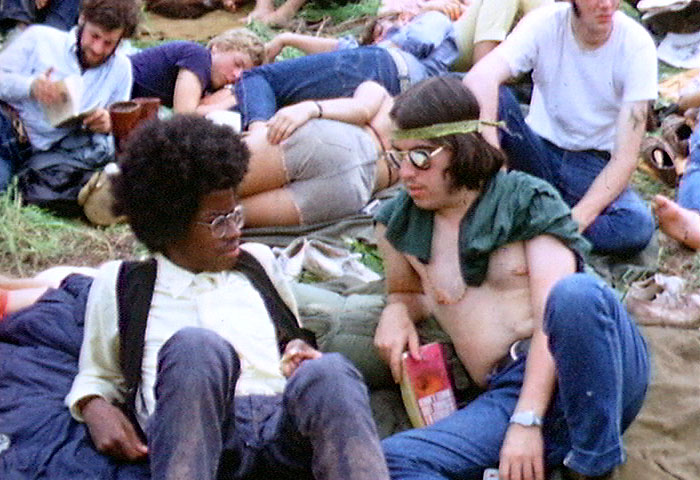
El Festival de Woodstock de 1969 fue visto como una celebración del estilo de vida contracultural.

Cuando una cultura internacional del rock se ha desarrollado, consiguió destronar al cine como la mayor influencia en la moda. Los seguidores de la música rock usualmente desconfiaron del mundo de la moda, al que usualmente han visto como una exageración de la importancia de la imagen a costa del contenido. La moda del rock ha sido considerada una combinación de culturas y periodos distintos, así como una expresión de visiones divergentes sobre la sexualidad y el género, y la música rock en general ha sido vista y criticada por facilitar una mayor libertad sexual. El rock también ha sido asociado con varias formas de uso de drogas, incluyendo los estimulantes consumidos por algunos mods en los inicios y mediados de la década de 1960, por el LSD relacionado con el rock psicodélico al final de los años 1960 e inicios de los 1970; y ocasionalmente la marihuana, cocaína y heroína, todas elogiadas en las canciones.
El rock ha recibido crédito por cambiar las actitudes raciales al abrir la cultura afrodescendiente a una audiencia más amplia; pero también ha sido acusado de apropiarse y explotar esa cultura. Mientras que el rock ha absorbido muchas influencias e introdujo al público occidental a tradiciones musicales distintas, su popularidad a nivel mundial ha sido interpretada como una forma de imperialismo cultural. El rock tomó la tradición folclórica de la música protesta, haciendo declaraciones políticas sobre temas como la guerra, la religión, la pobreza, los derechos humanos, la justicia y el medio ambiente. El activismo político alcanzó su punto máximo con el sencillo "Do They Know It's Christmas?" ("¿Saben ellos que es Navidad?", de 1984) y el concierto Live Aid para Etiopía en 1985, que mientras concientizaron con éxito sobre la pobreza y el altruismo, también han sido criticados (junto con otros eventos similares), por dar una plataforma para mejorar el prestigio propio y proporcionar mayores ganancias para los intérpretes involucrados.
Desde sus inicios tempranos, la música rock ha sido asociada con la rebelión contra las normas sociales y políticas, lo cual era más obvio en el rechazo en el rock and roll temprano hacia la cultura dominada por los adultos. El rechazo de la contracultura hacia el consumismo y el conformismo y el rechazo del punk hacia todas las formas de convención social, pueden ser vistos como una forma de explotación comercial de estas ideas y una forma de distraer a la juventud de la acción política, social y ambiental.

### Publicaciones
- Davis, Fred; Munoz, Laura (Junio de 1968). «Heads and Freaks: Patterns and Meanings of Drug Use Among Hippies». Journal of Health and Social Behavior (en inglés) (SAGE Publishing) 9 (2). ISSN 0022-1465. JSTOR 2948334. PMID 5745772. S2CID 27921802. doi:10.2307/2948334. Consultado el 2 de enero de 2023.

### En línea
- Gilliland, John (1969). Pop Chronicles (en inglés). University of North Texas Libraries. Consultado el 7 de febrero de 2022.